# Storia della Bosnia ed Erzegovina

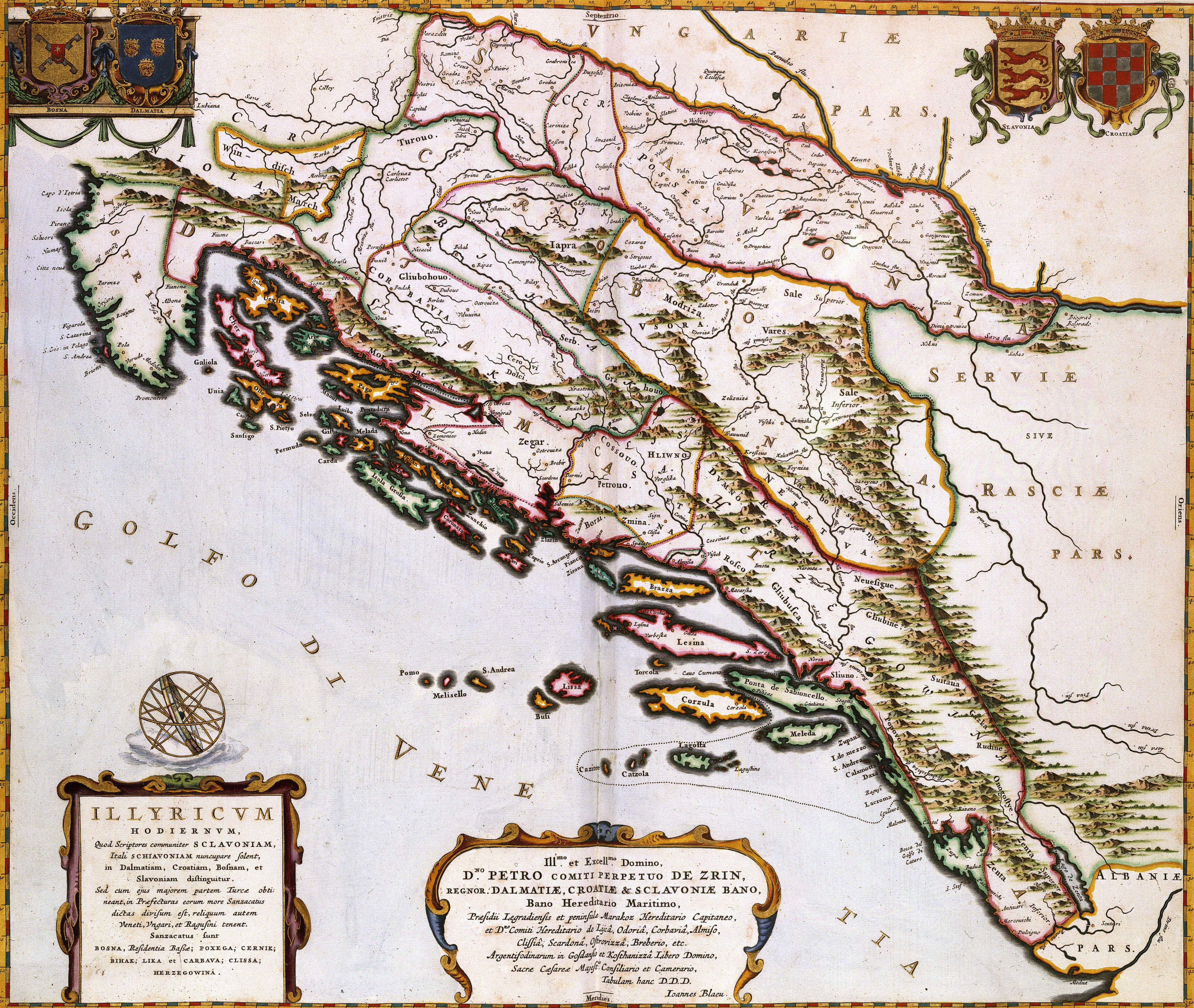
La Bosnia rappresentata in una carta geografica del XVII secolo

La storia della Bosnia-Erzegovina ha inizio con le prime popolazioni illire. Il territorio viene quindi annesso all'Impero Romano. Nell'alto Medioevo si ha l'insediamento degli slavi e la cristianizzazione dell'area. Un periodo di autonomia e indipendenza (Regno di Bosnia) nel XII secolo si frappone tra periodi di sottomissione a potenze esterne (ungheresi, bulgari). Nel XV secolo ha inizio l'occupazione ottomana, che nei suoi quattrocento anni lascerà un segno permanente sulla Bosnia ed Erzegovina, con l'islamizzazione di una parte della popolazione. La Belle Époque e l'industrializzazione arrivano in Bosnia con l'amministrazione asburgica (1878/1914). Nel '900, la Bosnia-Erzegovina fa parte della prima e della seconda Jugoslavia, fino a venire travolta dai conflitti che ne segnano la dissoluzione. La Bosnia-Erzegovina indipendente è oggi uno stato candidato potenziale all'adesione all'Unione europea.

## La Bosnia-Erzegovina nella storia antica

### Preistoria e culture neolitiche

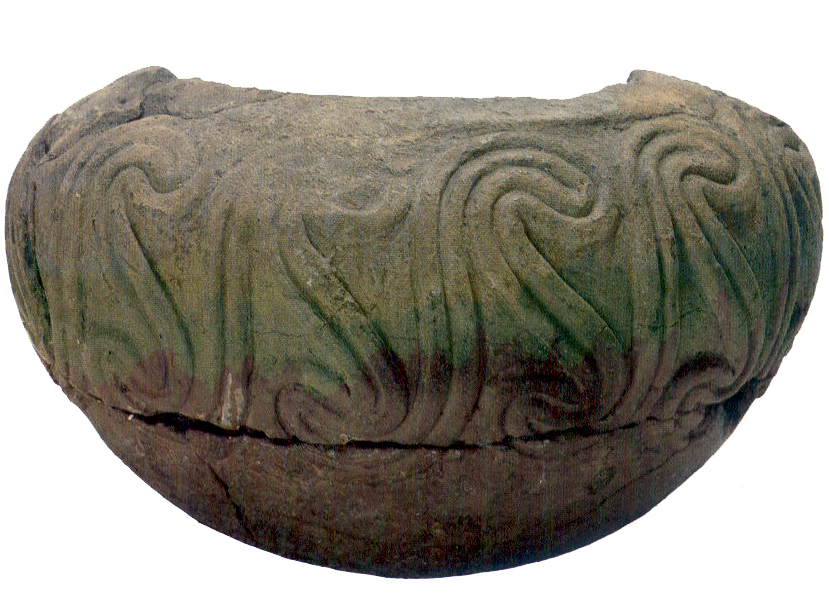
Vaso di Butmir

La Bosnia-Erzegovina ospita i più antichi ritrovamenti paleolitici dell'Europa sudorientale, con i graffiti della caverna di Badanj presso Stolac. Il più importante è il Cavallo attaccato con frecce, preservato in frammenti e datato attorno al 14-12.000 a.C.
Molteplici culture neolitiche hanno avuto luogo in Bosnia ed Erzegovina, con un interessante mix di culture mediterranee e danubiane. L'Erzegovina era sotto l'influenza della cultura della ceramica cardiale del Mediterraneo occidentale, come si può vedere nella Caverna Verde presso Mostar, a Čairi presso Stolac, Lisičići presso Konjic e Peć Mlini presso Grude. La popolazione allora viveva in caverne o semplici insediamenti sulla cima delle colline.
Nell'alta valle del fiume Bosna e nella Bosnia nord-orientale (Obra I presso Kakanj) la popolazione viveva in case di legno costruite lungo i fiumi. In questa cultura di Kakanj si nota l'influenza delle culture adriatiche dal sud, così come della cultura di Starčevo dal nord-est. Espressioni originali di questa cultura sono i vasi di ceramica a quattro gambe, detti riton, che si trovano anche presso la cultura di Danilo della costa croata. Grazie a tali oggetti, la cultura di Kakanj è considerata parte del più ampio spettro delle popolazioni neolitiche che seguivano il culto della forza vitale (Italia settentrionale, Dalmazia ed Epiro fino all'Egeo).
La cultura di Butmir presso Sarajevo si distingue per le ceramiche finemente cesellate e per le decorazioni geometriche, spesso a spirale. Le figure di Butmir sono sculture uniche, modellate a mano: le teste sono quasi come dipinti, e altre parti del corpo sono enfatizzate.
Gli insediamenti dell'età del bronzo in Erzegovina erano costruiti come cittadelle (gradina) mentre in Bosnia si trovano necropoli con tumuli di pietre. In questo periodo le armi di bronzo, i piatti decorati, i pendagli piatti e le fibule venivano decorati con stili geometrici specifici ed ornamentali

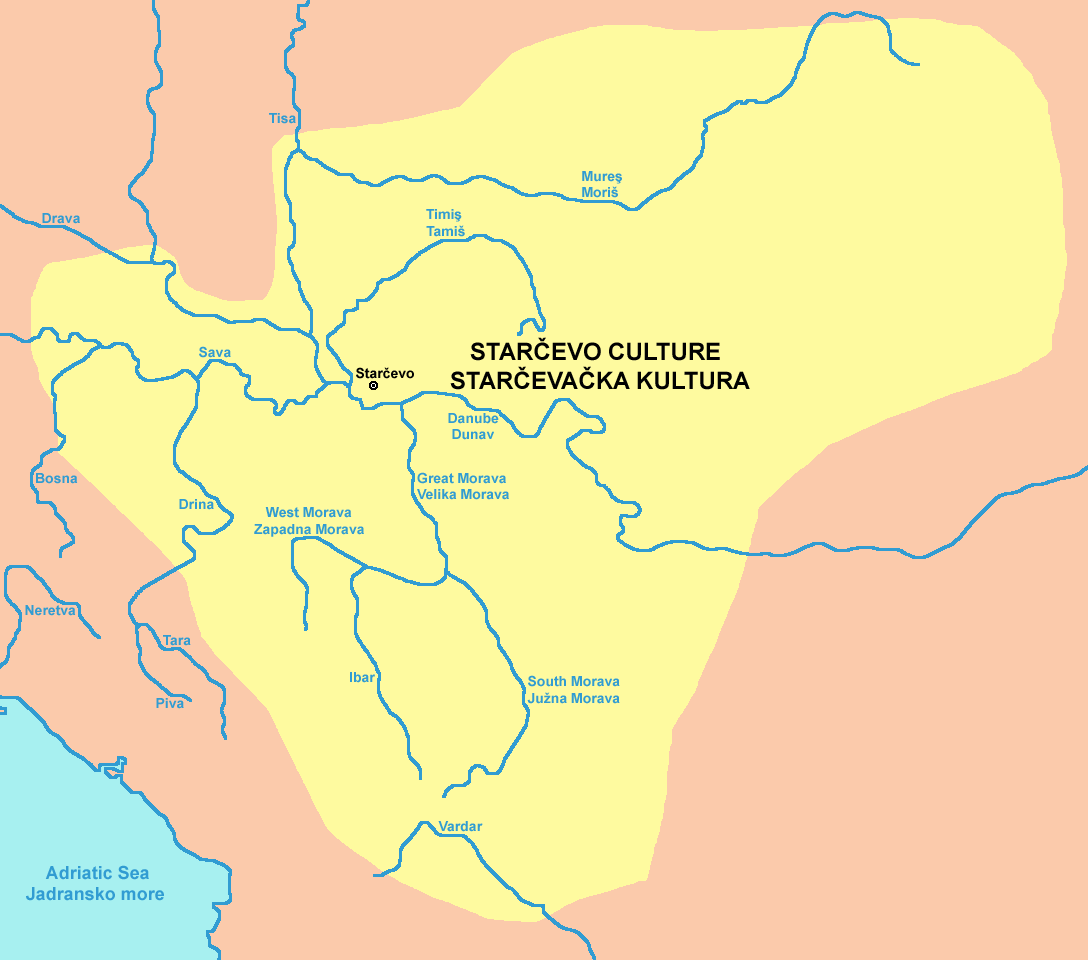
Cultura di Starčevo (neolitico, 5300-4400 a.C.)
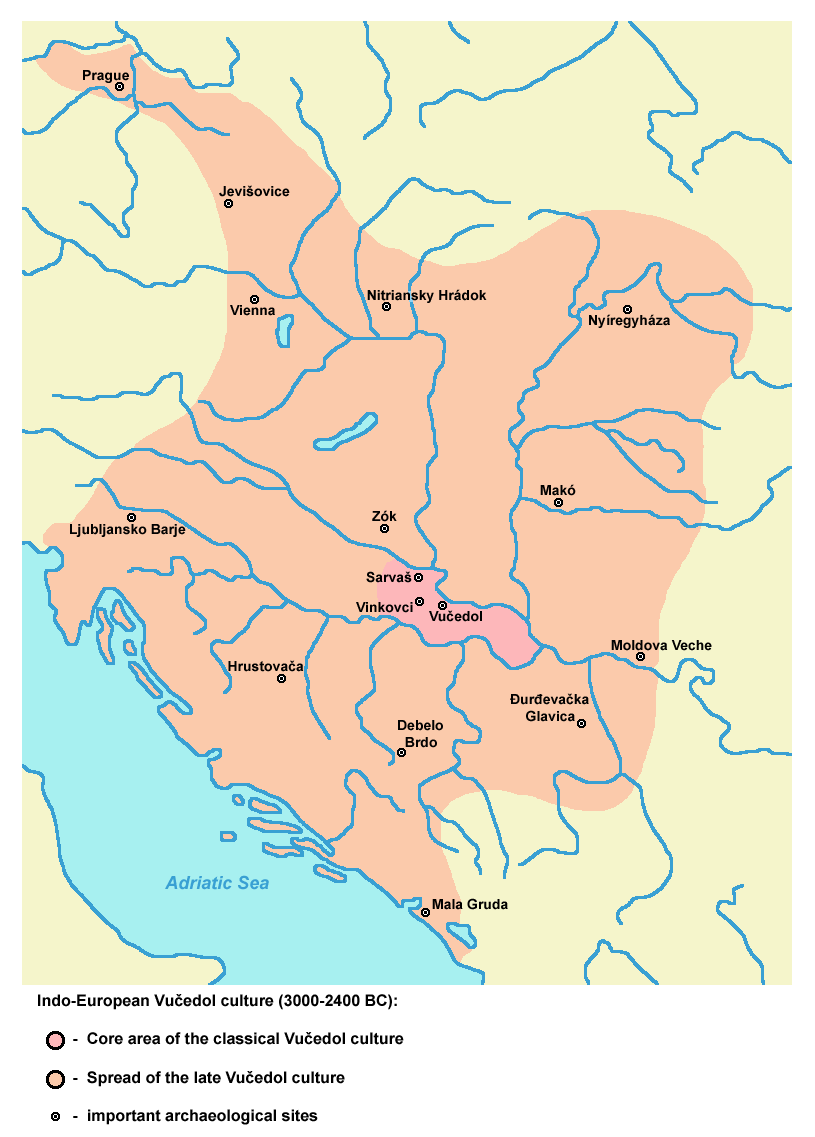
Cultura di Vučedol (indoeuropei, 3000-2400 a.C.)
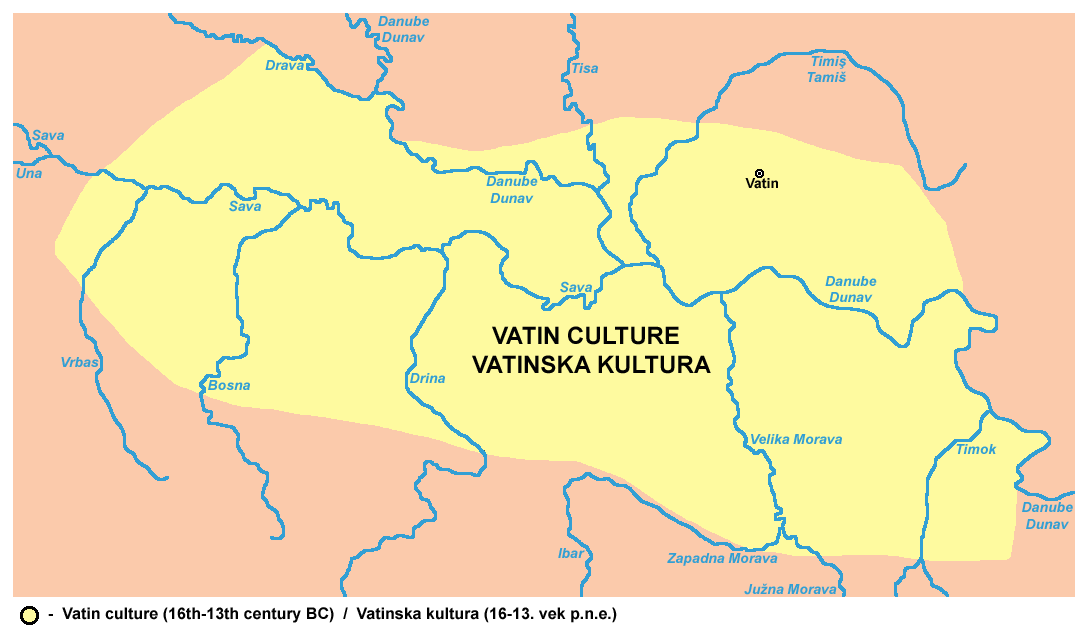
Cultura di Vatin (XVI-XIII secolo a.C.)
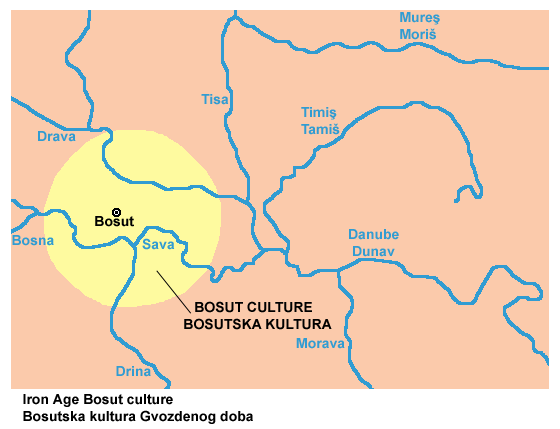
Cultura di Bosut (età del ferro)
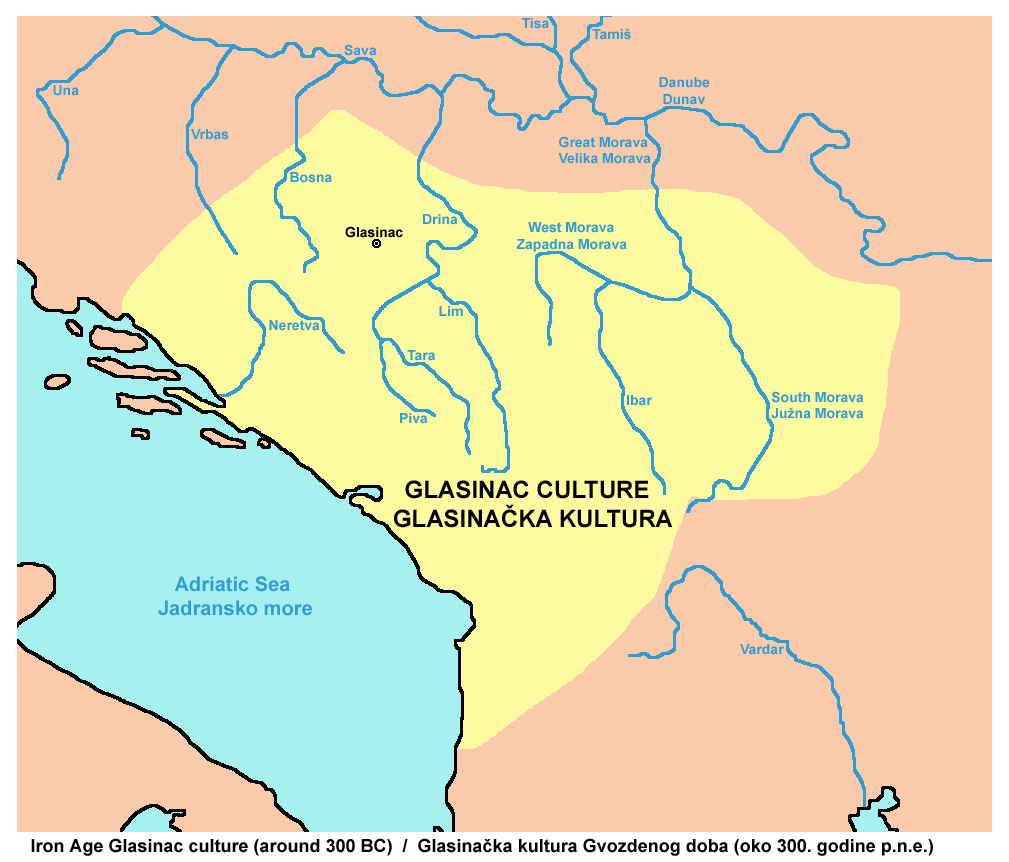
Cultura di Glasinac (età del ferro, ~300 a.C.)

### Gli illiri

Tribù illiriche (VIII-III secolo a.C.)

La cultura del bronzo degli illiri, una popolazione con una forma d'arte distinta, inizia ad organizzarsi sulla costa orientale dell'Adriatico a partire dall'VIII secolo a.C.
A partire dal VII secolo a.C., il ferro rimpiazza il bronzo, che rimane usato solo per gioielleria e oggetti artistici. Le tribù illiriche, sotto l'influenza della cultura di Hallstatt dal nord, iniziano a formare centri regionali. Un ruolo importante nella loro vita era quello del culto dei morti, come si nota dai curati rituali funebri e dalla ricchezza dei siti funerari. Nelle regioni settentrionali della Bosnia c'era una lunga tradizione di cremazione e sepoltura in tombe poco profonde, mentre nel sud i morti erano sepolti in grandi tumuli di pietre o terra (gromile) che in Erzegovina raggiungono dimensioni monumentali, fino a 50 metri di larghezza e 5 di altezza. Le tribù iapodi avevano un'affinità alla decorazione, con grandi e pesanti pendagli di pasta di vetro gialla, blu o bianca, e larghe fibule di bronzo, così come braccialetti a spirale, diademi ed elmetti di fogli di bronzo.
Nel IV secolo a.C. iniziarono le prime invasioni di celti. I celti portarono con sé la tecnica della ruota del vasaio, nuovi tipi di fibule, e diverse cinture di bronzo e ferro. Erano solo di passaggio verso la Grecia, quindi la loro influenza sulla Bosnia ed Erzegovina restò limitata. Le migrazioni celtiche tuttavia fecero spostare diverse tribù illiriche dalle loro terre d'origine, e alcune tribù illiriche e celtiche si mischiarono. I dati storici per questo periodo sono scarsi, ma sembra che la regione fosse popolata da vari popoli che parlavano linguaggi differenti.
Nella zona del delta della Narenta vi furono importanti influenze ellenistiche sulla tribù illirica dei daor. La loro capitale Daorson ad Ošanići presso Stolac fu il centro culturale principale in Bosnia-Erzegovina. Nel IV secolo a.C. Daorson era circondata da mura megalitiche alte 5 metri, larghe quanto quelle di Micene, e composte da grandi blocchi di pietra trapeizodali. I daor crearono sculture e monete di bronzo uniche.
Le tribù illire crearono potentati e regni, il più antico dei quali che viene ricordato fu quello di Enchele. Altri regni illirici apparvero tra il 400 e il 167 a.C., tra cui quello degli autariati (Autariatae) guidato da Pleurias (337 a.C.). Il regno degli ardiei (Ardiaei), una tribù della valle della Narenta guidati da Agron, resse dal 230 a.C. al 167 a.C. Un altro regno illirico notevole fu quello di Bardyllis dei dardani.

Nel 229 a.C. iniziò un lungo conflitto tra Illiri e Romani, descritto nelle cronache dell'epoca come uno dei più difficili e impegnativi dopo le Guerre puniche, che portò all'annessione dell'Illiria nel 9 d.C.

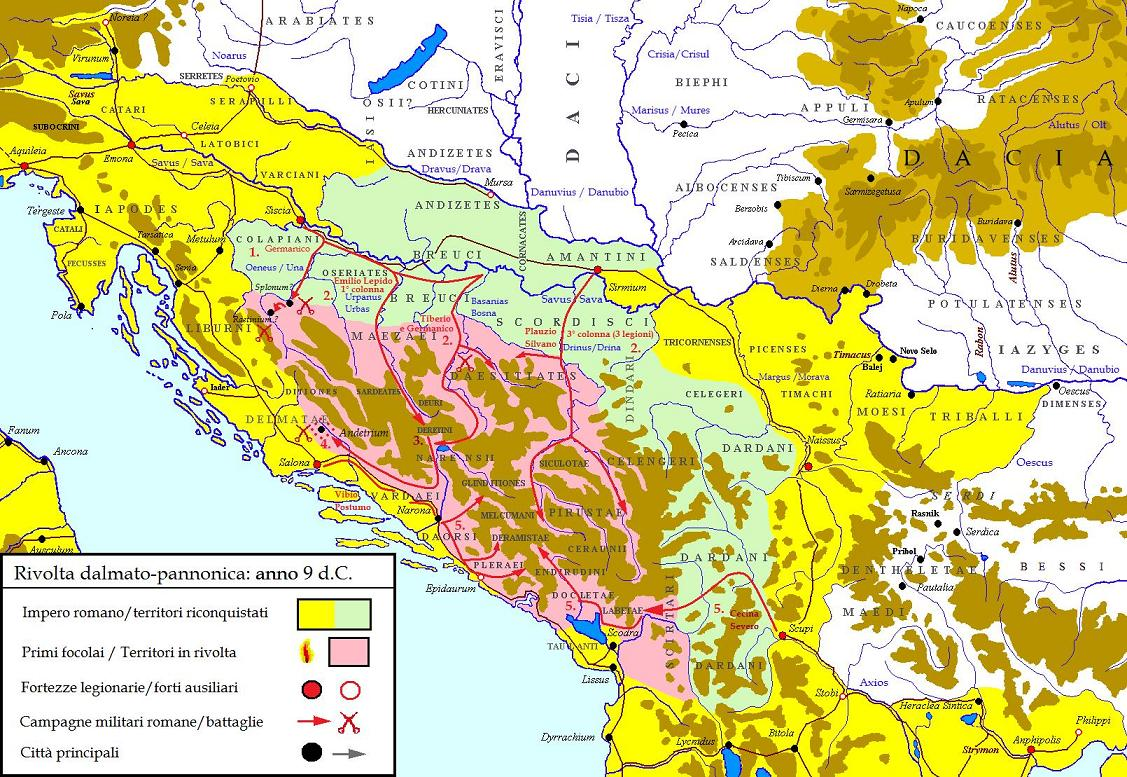
La Bosnia in epoca romana (parte occidentale dell'area in rosa) faceva parte della regione illirica della Dalmazia e fu sottomessa definitivamente da Tiberio nel 9 d.C.

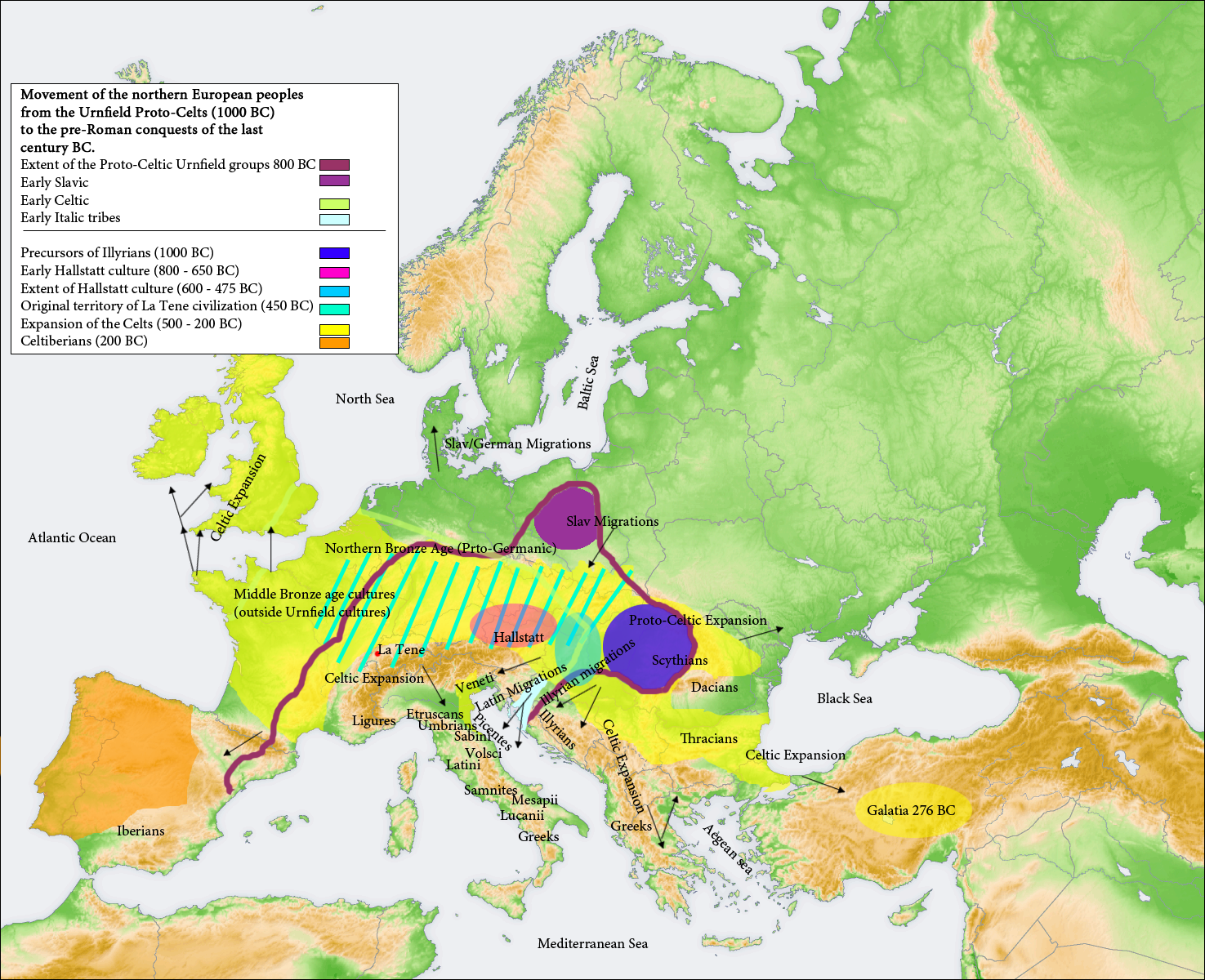
Migrazioni degli illiri (1000 a.C.)
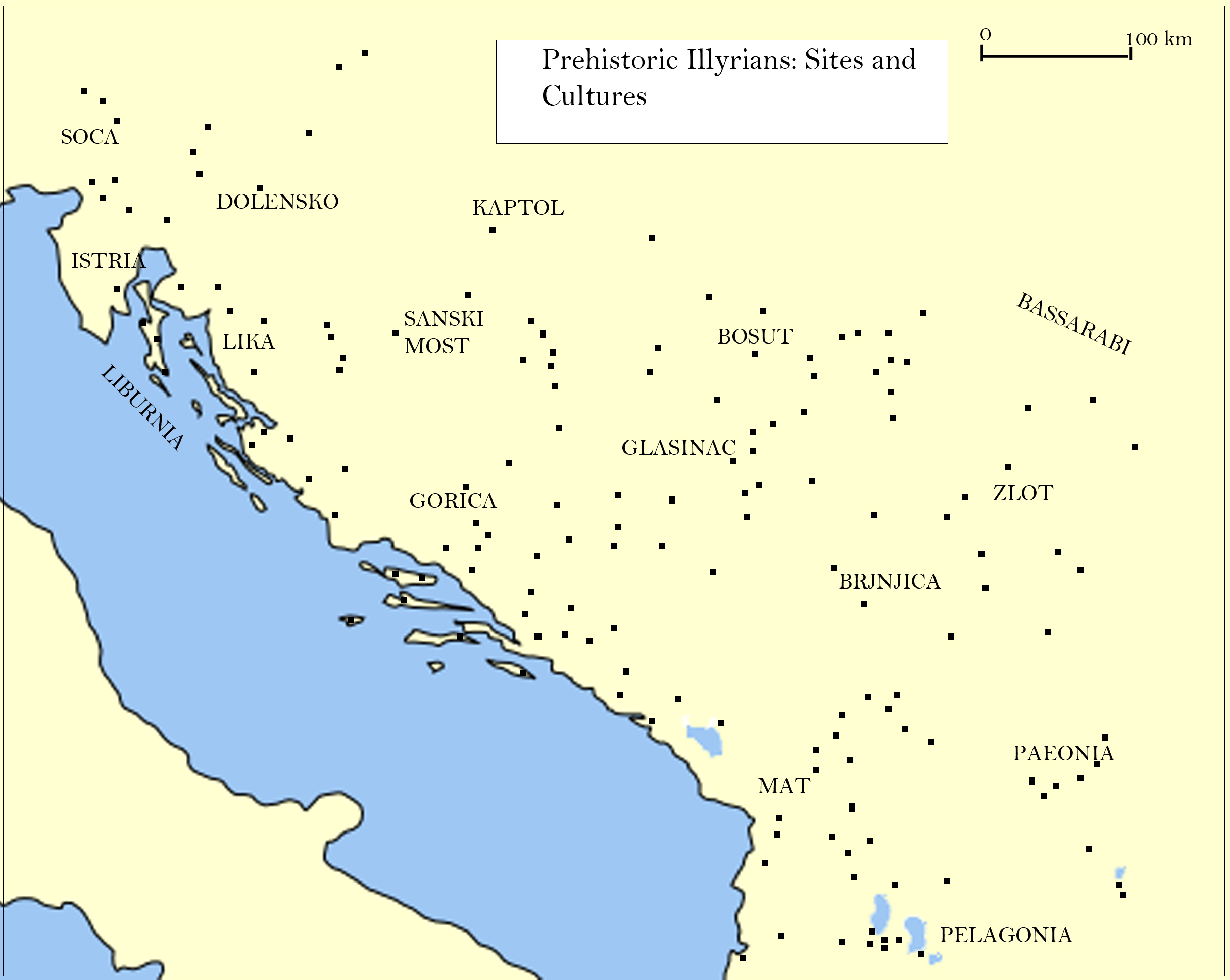
Siti archeologici illirici
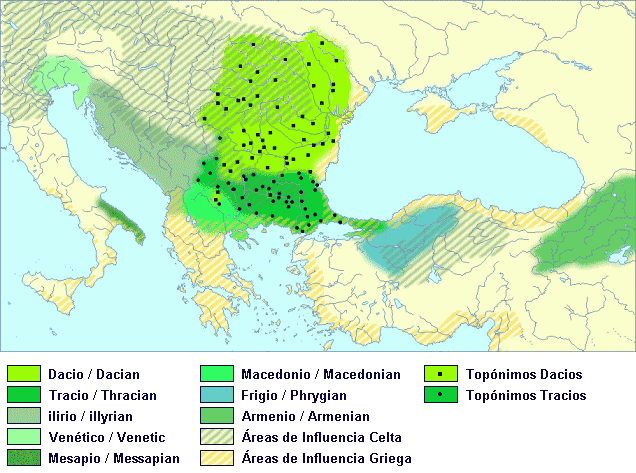
Lingue paleo-balcaniche, V-I secolo a.C.)
Illiria (I secolo d.C.)

### La Bosnia-Erzegovina nell'Impero Romano
Il conflitto tra gli illiri e i romani ebbe inizio nel 229 a.C. Nell'anno 168 a.C., la terra degli illiri divenne la provincia romana dell'Illirico. Roma completò l'annessione della regione nel 9 d.C. con l'imperatore Tiberio, sopprimendo una ribellione durata tre anni. Nell'anno 10, l'Illiria fu divisa e la parte settentrionale dell'attuale Bosnia assieme alla riva sud della Sava divenne parte della nuova provincia di Pannonia. Il resto del paese passò alla provincia di Dalmazia.
Coloni latini dal resto dell'Impero iniziarono ad insediarsi tra gli illiri, e i soldati romani vennero incoraggiati a passare la propria pensione nella regione. Molte città della Bosnia odierna vennero fondate nel periodo romano. La città di Blagaj sul fiume Buna sorge sul sito della città romana di Bona. Presso Sarajevo, a Ilidža, venne stabilita una stazione termale, Acquae S.. La Bosnia romana conobbe un grande sviluppo, con la costruzione di molti castra e strade, e un'economia basata sullo sfruttamento delle miniere di metalli, come quelle di argento presso Argentaria, attuale Srebrenica. Anche se non molto popolata, lo storico Theodor Mommsen la considerava importante per l'Impero per via delle sue miniere.
Alla fine del I secolo il cristianesimo si era già diffuso nell'area compresa tra il Danubio e la costa della Dalmazia. La sede principale di questa fase di evangelizzazione era Sirmium, l'attuale Sremska Mitrovica.
Tra il 337 e il 395 d.C., durante la disgregazione dell'Impero romano, la Dalmazia e la Pannonia divennero parte dell'Impero romano d'Occidente.
Nel 475, la Dalmazia fu l'ultimo rifugio del deposto imperatore Giulio Nepote. Dopo il collasso dell'Impero d'Occidente nel 476, Nepote continuò a governare la Dalmazia fino alla sua morte del 480, quando la regione passò sotto il governo di Ovida per qualche mese prima di essere conquistata da Odoacre.

La regione venne occupata dagli unni e poi dagli ostrogoti nel 455. Il regno ostrogoto fu sconfitto da Giustiniano nella guerra gotica (535–552), e l'area passò sotto il controllo dell'Impero bizantino come thema di Dalmazia, per poi essere parzialmente conquistata dagli avari e in seguito dagli slavi. 

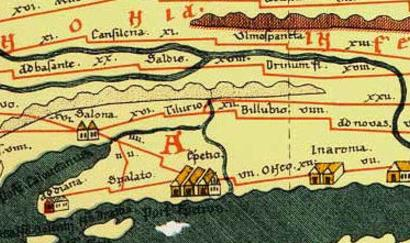
La stazione romana Ad Basante sulla Tabula Peutingeriana (V secolo)

Il toponimo Bosnia deriva dalle valli del fiume Bosante (il latino Bosanius dell'Illiria romanizzata). In quei secoli prima dell'anno mille in Bosnia ed Erzegovina rimase una consistente comunità di Illiri romanizzati, specie nei villaggi delle montagne delle Alpi Dinariche confinanti con la Dalmazia.

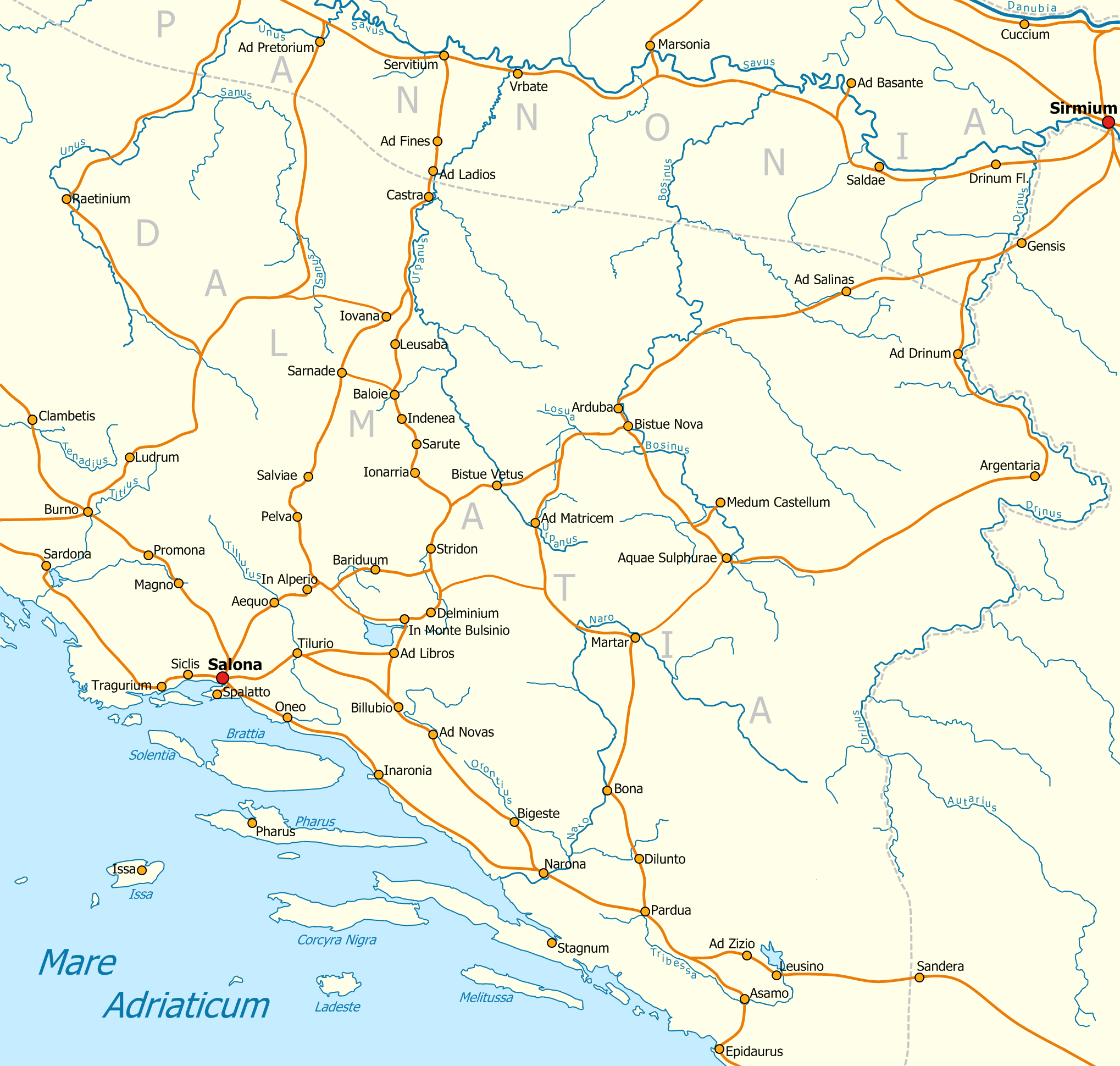
Insediamenti e strade romane in Bosnia ed Erzegovina
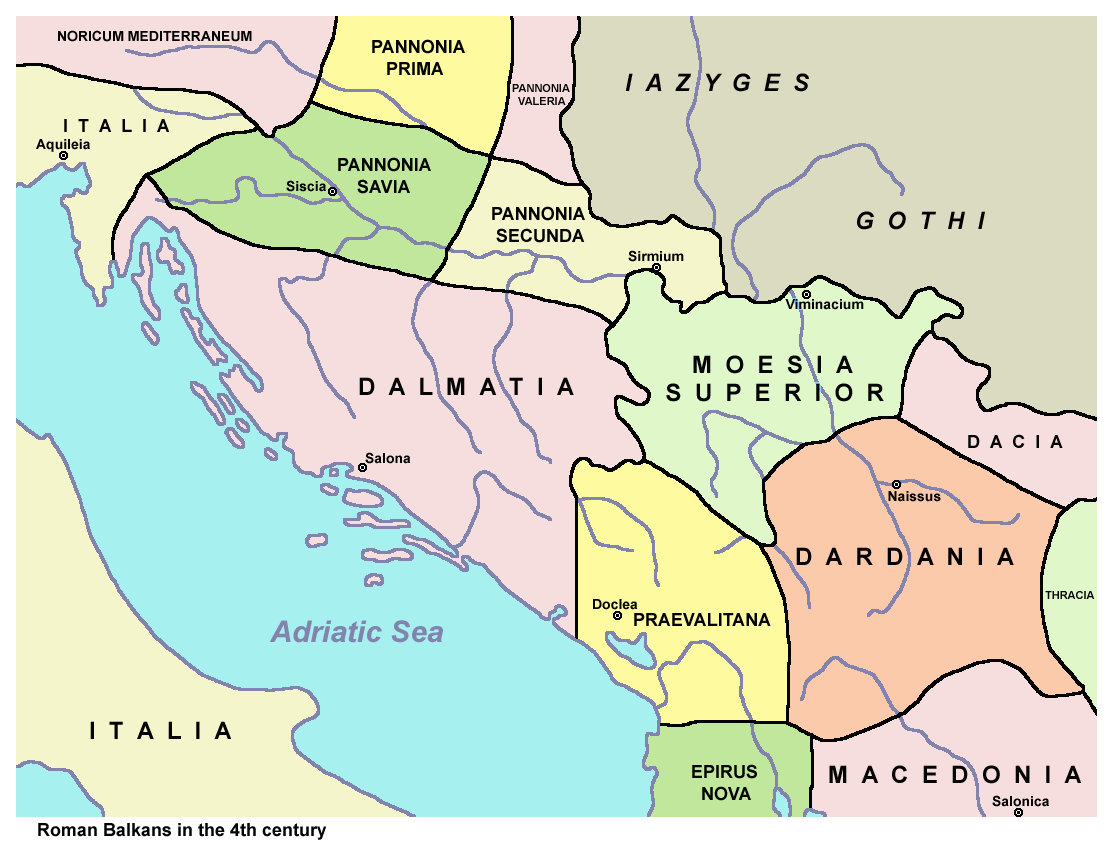
Province romane nei Balcani, IV secolo d.C.
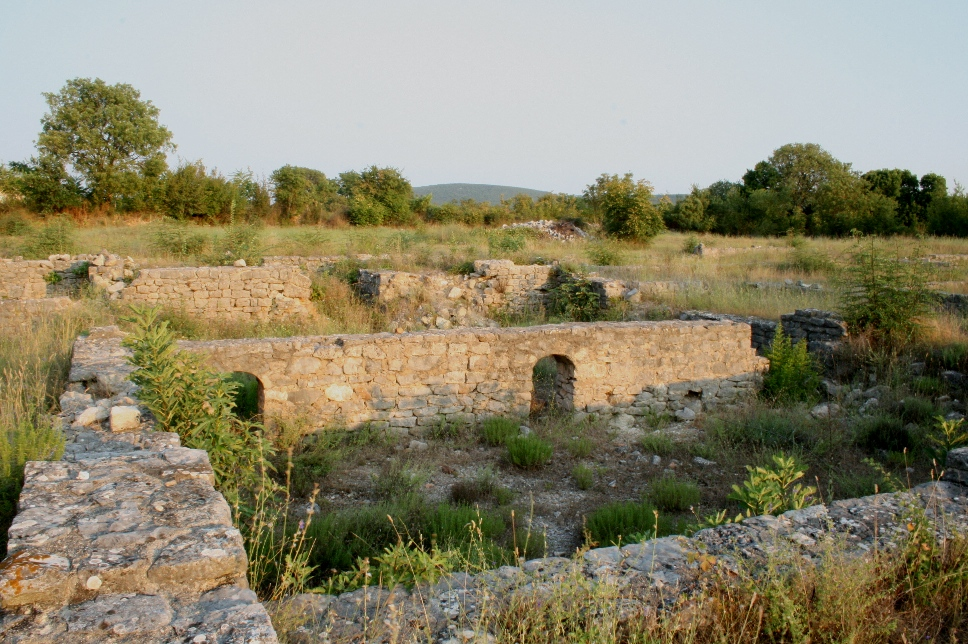
Campo militare romano di Bigeste presso Ljubuški
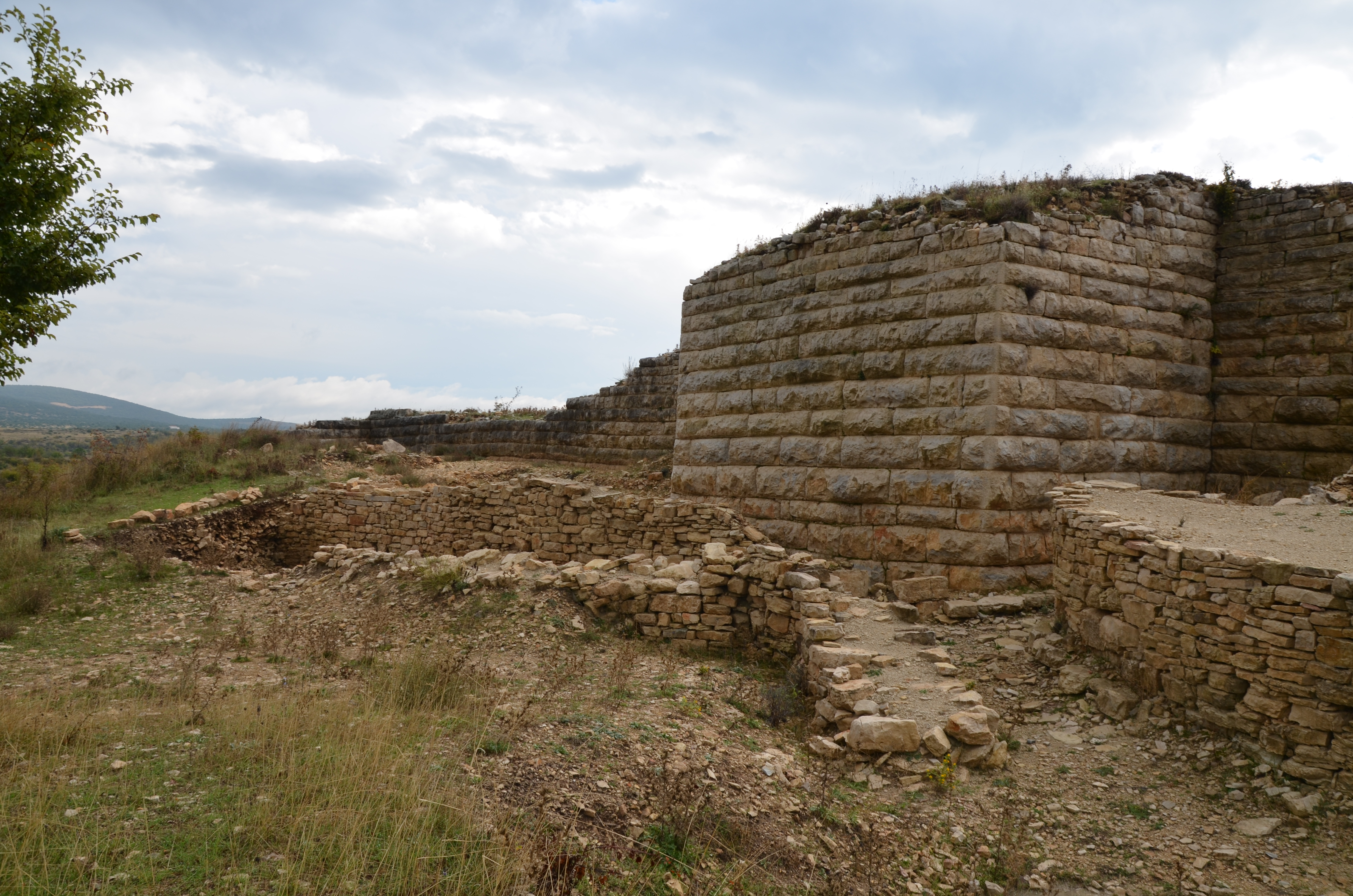
Città romana di Asseria, presso Benkovac
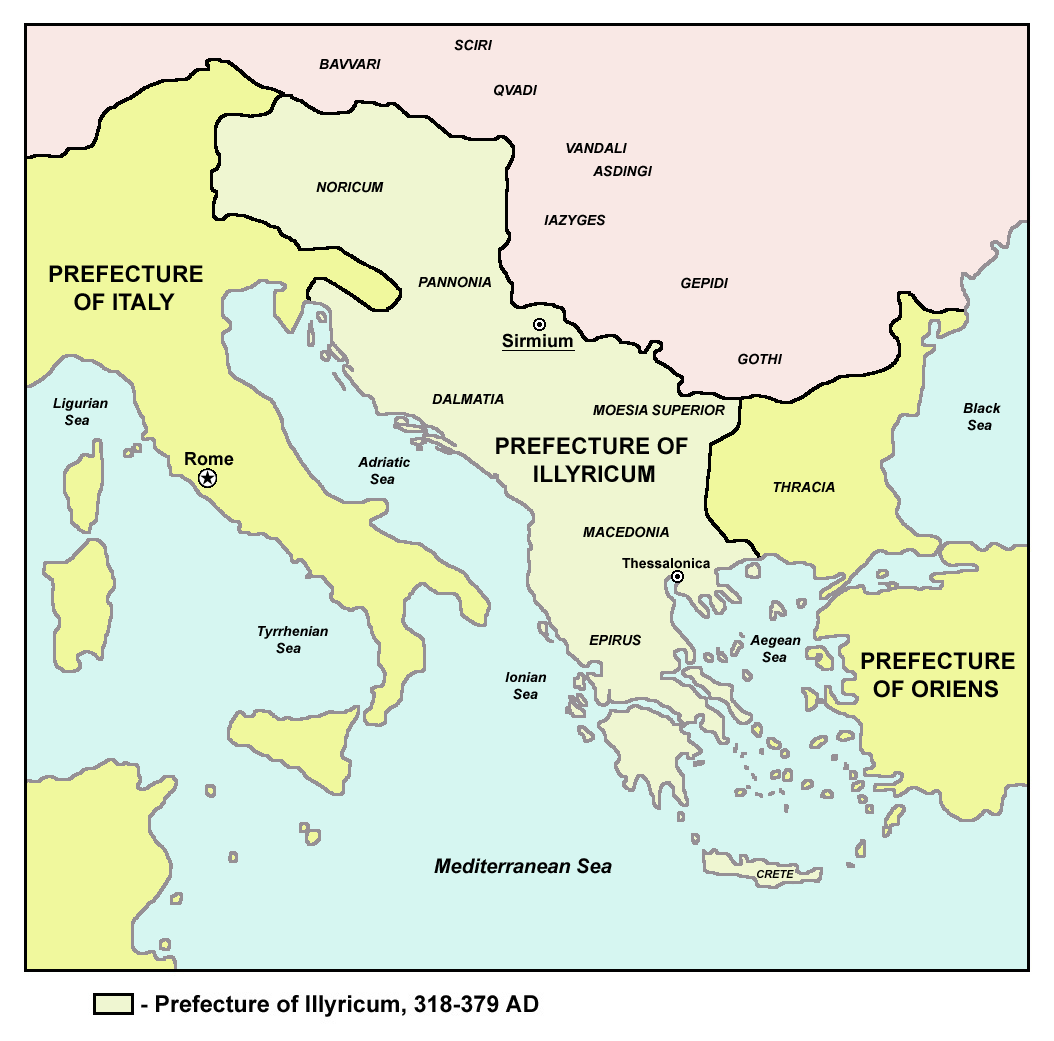
Prefettura romana dell'Illirico, 318-379 d.C.
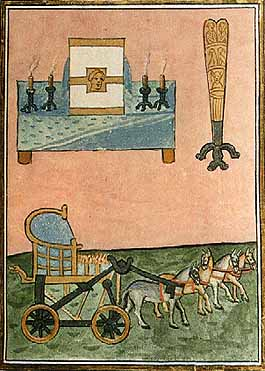
Emblema del Prefetto Pretorio per l'Illirico

## La Bosnia-Erzegovina nel Medioevo

### L'arrivo degli slavi e la cristianizzazione
Le conoscenze della storia dei Balcani occidentali durante il Medioevo sono frammentarie.
Dopo la caduta di Roma, tutta l'area danubiana e le valli delle Alpi Dinariche vennero occupate nel VII secolo dai popoli slavi, che le assoggettarono a seguito dell'avanzata distruttiva verso ovest dei loro capi Avari. Secondo l'imperatore Costantino VII Porfirogenito, nel “De admistrando Imperio”, fu l'imperatore Eraclio (610 - 641) a suggerire agli Slavi di abbandonare le regioni a nord dei monti Carpazi e di occupare i Balcani. Sistemandoli nel territorio dell'impero in qualità di “federati” il basileus pensava di creare un cuscinetto di protezione verso gli Avari. Eraclio, per guadagnare in autorità sugli Slavi dell'Illiria concordò con Roma l'invio di sacerdoti per la loro conversione. A quell'epoca l'area dipendeva religiosamente da Roma, ma politicamente era controllata da Bisanzio. Con la formazione delle organizzazioni statali nei secoli successivi questi Slavi meridionali si distinsero in Sloveni, Croati, Bosniaci, Serbi, ecc.

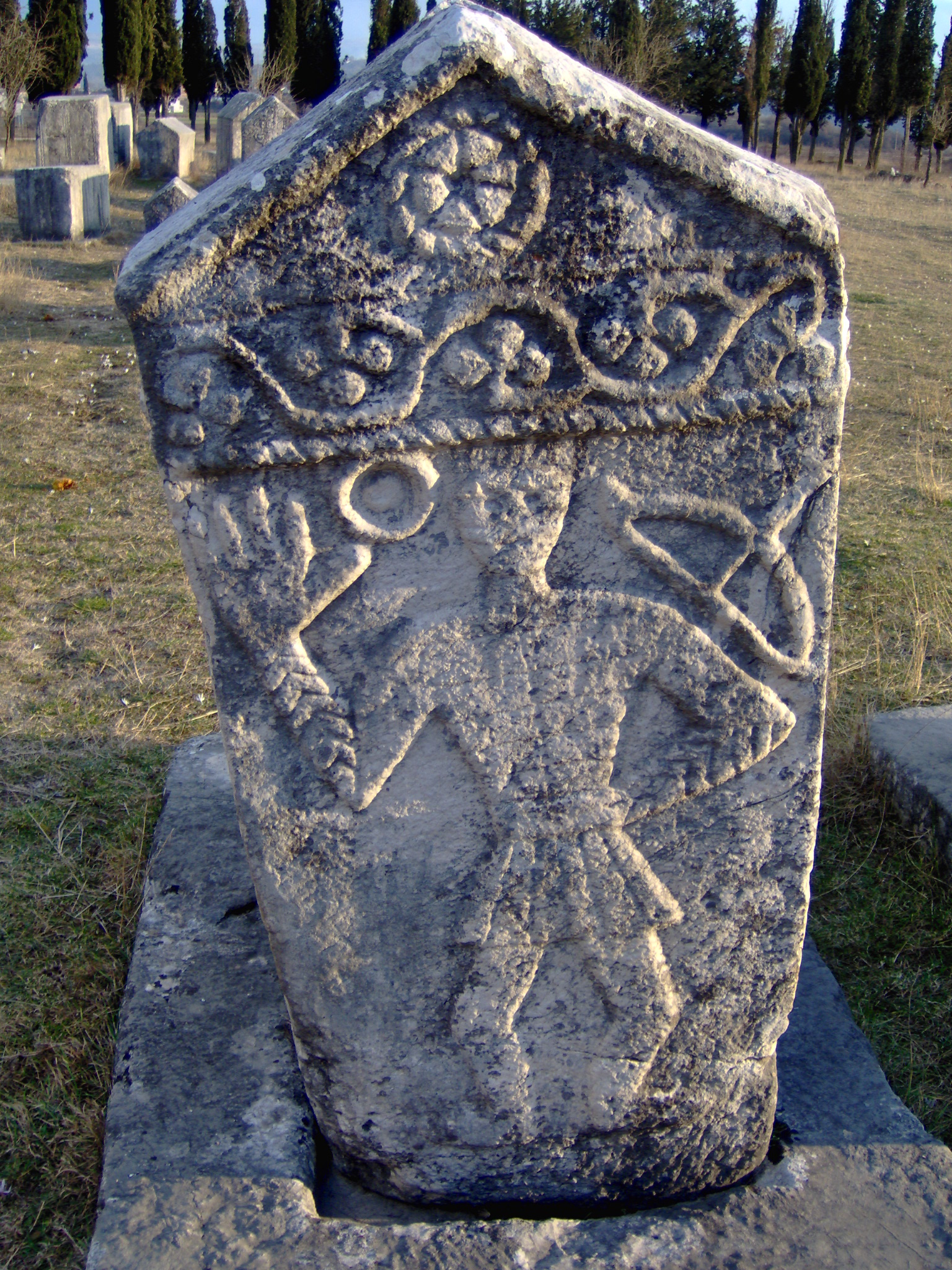
Stećak - Tipica tomba bosniaca del XIII secolo

 Dopo l'arrivo degli Slavi si instaurò una struttura sociale tribale. Dal VII al XII secolo le tribù autonome, o zupe, di slavi che abitavano le diverse valli della Bosnia, non furono sufficientemente coese tra di loro e per questo vennero sottomesse, in periodi diversi, a vari signori: i croati, i serbi, gli ungheresi e specialmente gli imperatori di Bisanzio. Nel frattempo, il Cristianesimo in Bosnia ed Erzegovina si sviluppò in una chiesa autonoma (la Chiesa bosniaca), in vari periodi considerata scismatica.
Oltre alla popolazione slavofona, restavano allora in Bosnia delle popolazioni romanizzate, che parlavano lingue romanze orientali. Ritiratesi nelle vallate interne, e avendo acquisito uno stile di vista pastoralista, esse vennero definite dagli slavofoni come Vlach, o valacchi. Con il tempo tali popolazioni si assimilarono e acquisirono la lingua slava, pur mantenendo propri costumi caratteristici, e il termine valacco venne ad indicare semplicemente il mestiere di pastore. Come allevatori di cavalli, i valacchi arrivarono a dominare il commercio tramite carovana tra le città mercantili della costa adriatica e i centri dell'interno, guadagnandone in prosperità ed arrivando a controllare intere province della regione medievale di Hum (l'attuale Erzegovina), integrandosi con la società feudale del basso medioevo.

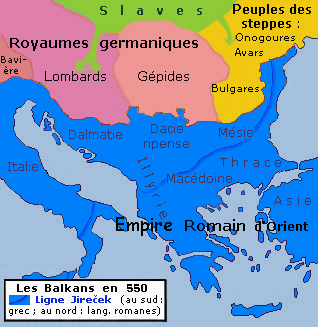
Balcani nel 550 d.C.
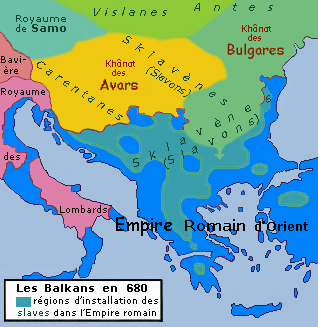
Balcani nel 680 d.C.
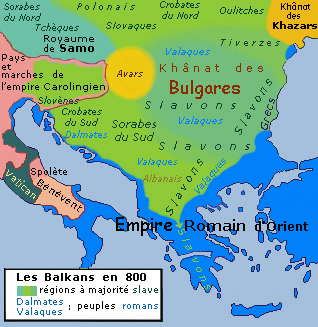
Balcani nel 800 d.C.
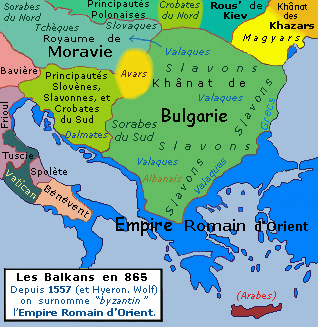
Balcani nel 865 d.C.
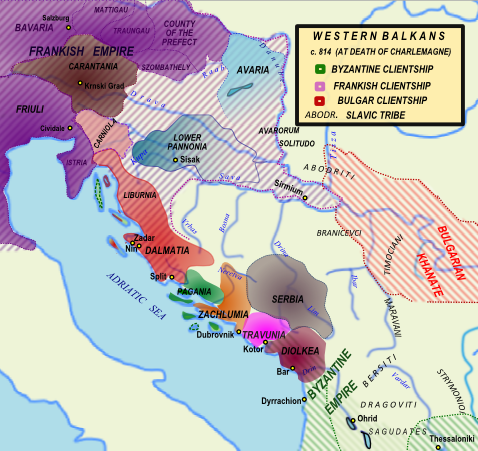
Balcani nel 814 d.C.

### Il Banato di Bosnia
I principati di Serbia e il regno di Croazia si divisero il controllo della Bosnia ed Erzegovina nel IX e nel X secolo che in quell'epoca aveva i confini differenti; per una serie di circostanze il territorio venne poi conteso tra il Regno di Ungheria e l'Impero bizantino fino al XII secolo. La prima effettiva organizzazione statuale bosniaca di rilevanza storica fu ottenuta dal bano Kulin (benché il primo governatore di cui si ha conoscenza fu circa un ventennio prima Borić), che nel 1183 affrancò la Bosnia dall’oppressione di Bisanzio. Anche se nominalmente era uno Stato vassallo del Regno d'Ungheria, in realtà il Banato di Bosnia (in serbo Бановина Босна, Banovina Bosna) fu de facto uno stato indipendente; esistette fino al 1377, quando fu elevato a Regno di Bosnia. 
Il bano Kulin, che governò dal 1180 al 1204, riuscì a garantire al popolo bosniaco oltre 20 anni di pace e prosperità tanto che nei secoli successivi i contadini erano soliti dire, di fronte ad un buon raccolto, "ritornano i tempi del bano Kulin". Nel suo regno trovarono grande spazio sia le attività degli artigiani provenienti dall'Italia che dei commercianti di Repubblica di Ragusa. Il banato di Bosnia intratteneva relazioni commerciali strette con la Repubblica di Ragusa, e il vescovo cattolico di Bosnia era posto sotto il suo controllo.
Per riprendere il controllo sulla Bosnia, l'Ungheria tentò di recuperare la giurisdizione sui vescovi di Bosnia, ma il bano Kulin lo impedì. Per condurre una crociata contro di lui, gli ungheresi tentarono di dimostrare al papa che il regno di Bosnia era un focolare d'eresia, accusa confortata dal fatto che alcuni catari vi avevano trovato rifugio. Il bano Kulin riunì allora un'assemblea e affermò la propria fedeltà a Roma l'8 aprile 1203 in presenza di un legato pontificio, mentre i fedeli abiuravano i propri errori e si impegnavano a seguire la dottrina cattolica romana. Tuttavia il 15 maggio 1225 il papa Onorio III incitò gli ungheresi a condurre una crociata contro la Bosnia. Essa, come le spedizioni precedenti, si rivelò fallimentare ed ebbe termine quando i mongoli apparvero in territorio ungherese. Nel 1252 il papa Innocenzo IV decise di piazzare il vescovo di Bosnia sotto la giurisdizione ungherese di Kalocsa, ma tale decisione provocò la resistenza dei cristiani bosniaci, che rifiutarono di sottomettersi agli ungheresi e ruppero le relazioni con Roma. 
La Chiesa bosniaca prese così la strada dello scisma, pur mantenendo comunque una teologia essenzialmente cattolica. Nella storiografia ottocentesca la Chiesa bosniaca venne identificata con la setta eretica dei bogomili, ma tale tesi è oggi screditata. Sono troppo deboli per essere accettate, infatti, le tesi che collegano la chiesa bosniaca a dualisti, manichei e bogomili.. La Chiesa bosniaca sopravvisse in parallelo al cattolicesimo per quasi due secoli in Bosnia; vari sovrani, come Tvrtko Kotromanic, scelsero il cattolicesimo per opportunità politica. Progressivamente la Chiesa bosniaca si indebolì, fino a scomparire con la conquista ottomana, quando la presenza cattolica restò affidata solamente alle missioni francescane.
Nel 1232 si scatenò una lunga ed estenuante lotta per il potere tra i Šubić e i Kotromanić, che andò avanti fino al 1322, quando Stefano II Kotromanić divenne bano. Più tardi, suo nipote Tvrtko I ottenne il controllo della Bosnia e si incoronò re il 26 ottobre 1377.

### Il Regno di Bosnia

Evoluzione territoriale del Regno medievale di Bosnia

Il regno durò, tra varie instabilità politiche e sociali, dal 1377 al 1463, quando l'ultimo sovrano di Bosnia Stefano Tomašević fu sconfitto dai turchi ottomani, mentre l'erede della corona Katarina Kosača Kotromanić fuggì a Roma cercando per sé e per il suo paese la protezione del Papa, a cui lasciò anche la corona della Bosnia.
Ci furono vari tentativi ungheresi di ottenere il controllo della Bosnia. Dal 1254 in poi mentre il potere dei bani della parte settentrionale o Bassa Bosnia fu subordinato ai re di Ungheria, nella regione montuosa del sud o Alta Bosnia il potere fu lasciato ai bani autoctoni. La Bassa Bosnia unita a una porzione della Serbia settentrionale divenne il ducato di "Mačva e Bosnia", avamposto dei cattolici ungheresi contro i bulgari, in modo particolare dopo l'arrivo dei frati francescani.
Dal 1299 il ducato perse il dominio diretto ungherese passando sotto il potere della famiglia cattolica croata degli Šubić, da decenni influente in quelle terre. Gli Šubić, principi vassalli dell'Ungheria, riuscirono a riunificare l'Alta e la Bassa Bosnia.
Dal 1290 al 1314 fu bano Kotroman, o Stefano I Kotromanić. Ribelle ai Šubić in difesa della Chiesa bosniaca, essi ne riconobbero infine l'autorità in un accordo pragmatico, sancito dal matrimonio di una Šubić con il secondogenito di Kotroman.
Alla sua morte gli Šubić tentarono di riaffermare la loro autorità e i Kotromanić fuggirono in esilio nella Repubblica di Ragusa.
Nel 1322 i bosniaci si sollevarono di nuovo, rovesciarono il casato degli Šubić e richiamarono dall'esilio il bano Stefano II Kotromanić. Il regno di Stefano II incorporò nel 1325 il principato di Hum (o Hlum), più tardi chiamato Erzegovina che era conteso sia dai serbi che dagli ungheresi. Con questa operazione la Bosnia acquistò uno sbocco a mare controllando la costa tra Spalato e il fiume Narenta.
Il regno si trovò costantemente al centro di contese, alleanze e scontri con l'Ungheria e i suoi vassalli croati, con la Serbia, con la Repubblica di Venezia e con il Papa. Nel 1340 Stefano II, convinto dal re di Ungheria, adottò la religione cattolica. Il suo regno subì notevoli tensioni perché la Chiesa bosniaca si era trasformata in una potente organizzazione con epicentro a Janijci nella valle della Bosna. Durante la guerra degli ungheresi contro i serbi la Chiesa bosniaca arrivò ad appoggiare il re di questi ultimi, Stefano Dušan, che non ne approfittò.

### Il regno di Stepan Tvrtko, dal 1353 al 1391

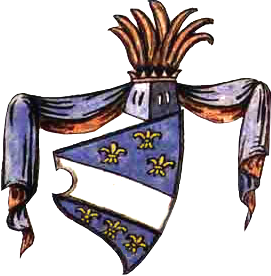
Stemma di Tvrtko I Kotromanić

Il re Luigi I d'Ungheria, capo della casata degli Angioini, sposò in seconde nozze una Kotromanić nel 1353 (un'altra sarebbe divenuta contessa di Celje) e in quello stesso anno con il suo benestare Tvrtko (o Stefano Tvrtko Kotromanić), peraltro discendente anche di una Šubić, succedette a Stefano II suo zio e adottò lo stemma gigliato degli Angioini. Poco dopo, morto il re di Serbia Stefano Dušan, gli ungheresi, cattolici latini, occuparono Hum e continuarono a perseguitare la Chiesa bosniaca. Per diciassette anni la Bosnia fu in balia della guerra civile e dalle interferenze dei potenti vicini.
Solo nel 1370, divenuto Luigi anche re di Polonia, Tvrtko riuscì ad avere il pieno controllo del suo regno e riconquistò nel 1374 Hum e una parte della Dalmazia chiudendo l'anno sposando la figlia dell'ultimo imperatore bulgaro. Dal nuovo principe serbo Lazar Hrebeljanović, in cambio di aiuto, ricevette un territorio che comprendeva il principato di Trabunja o Travunia. Nel 1376 si ritrovava a possedere tutta la costa dalmata da sud di Zara fino a Cattaro e, all'interno, le città di Pljevlja, Prijepolje e Priboj.
Nel 1377, in quanto imparentato anche con la casata reale serba Nemanjić e con il sostegno di Lazar, si incoronò "re dei Serbi, della Bosnia e della costa", affermando così l'indipendenza della Bosnia dall'Ungheria. Le città di Sutjeska e Bobovac divennero le sedi della corte che prese a modello la corte bizantina di Costantinopoli.
Nel 1390 aggiunse anche il titolo di "re di Dalmazia e di Croazia".
Di fronte all'avanzata dei turchi, (la prima invasione della Bosnia fu respinta a Bileća nel 1388), Tvrtko strinse alleanza con i principi serbi e kosovari ma perse nella Battaglia di Kosovo Polje nel 1389, in cui morì il principe Lazar. Tvrtko la considerò un successo (morì anche il sultano Murad I), ma da allora la sua autorità sulla Serbia fu solo nominale.
Dopo la sua morte, avvenuta improvvisamente nel 1391, la potenza della Bosnia si sfaldò con la stessa rapidità con cui era stata costituita senza che Tvrtko avesse avuto modo di fondere e unire gli slavi delle valli con la popolazione romanizzata della costa dalmata e delle montagne dell'Erzegovina (detti "vlasi", né i fedeli alla Chiesa bosniaca con i fedeli al cattolicesimo romano.
Per circa mezzo secolo, i baroni combatterono tra di loro, contro il re, contro gli ungheresi, contro i turchi.
In questa confusione i turchi riuscirono ad invadere la Bosnia, mentre la Repubblica di Venezia (che già possedeva la Dalmazia costiera) si impossessò della Dalmazia interna.
Nel XV secolo i successori di Tvrtko furono umiliati da tre importanti personalità: Hrvoje Vukčić Hrvatinić, duca di Spalato; Sandalj Hranic (zio) e Stefano Vukčić Kosača (nipote) che si succedettero nella signora della regione di Hum. Stefano fu insignito dall'imperatore Federico III nel 1488 del titolo di duca (herzog) di San Sava; da qui l'origine del nome dell'Erzegovina.

### Il Ducato dell’Erzegovina

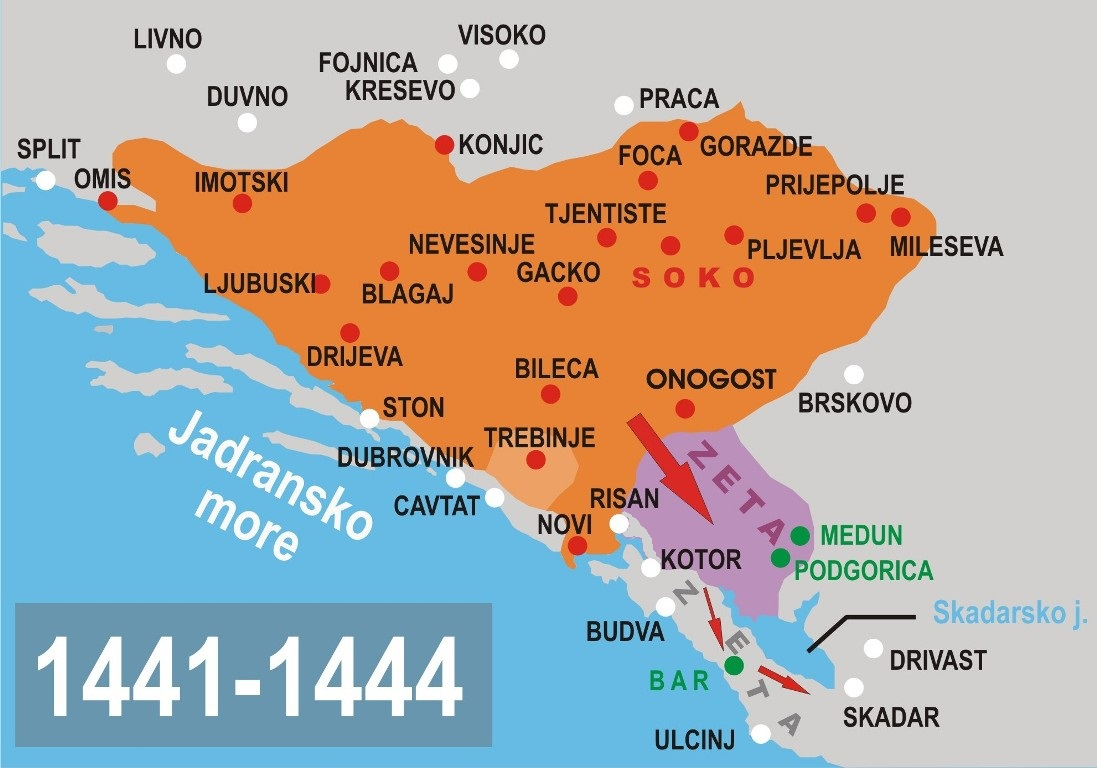
I domini del conte Stefan Vukčić Kosača dal 1441 al 1444

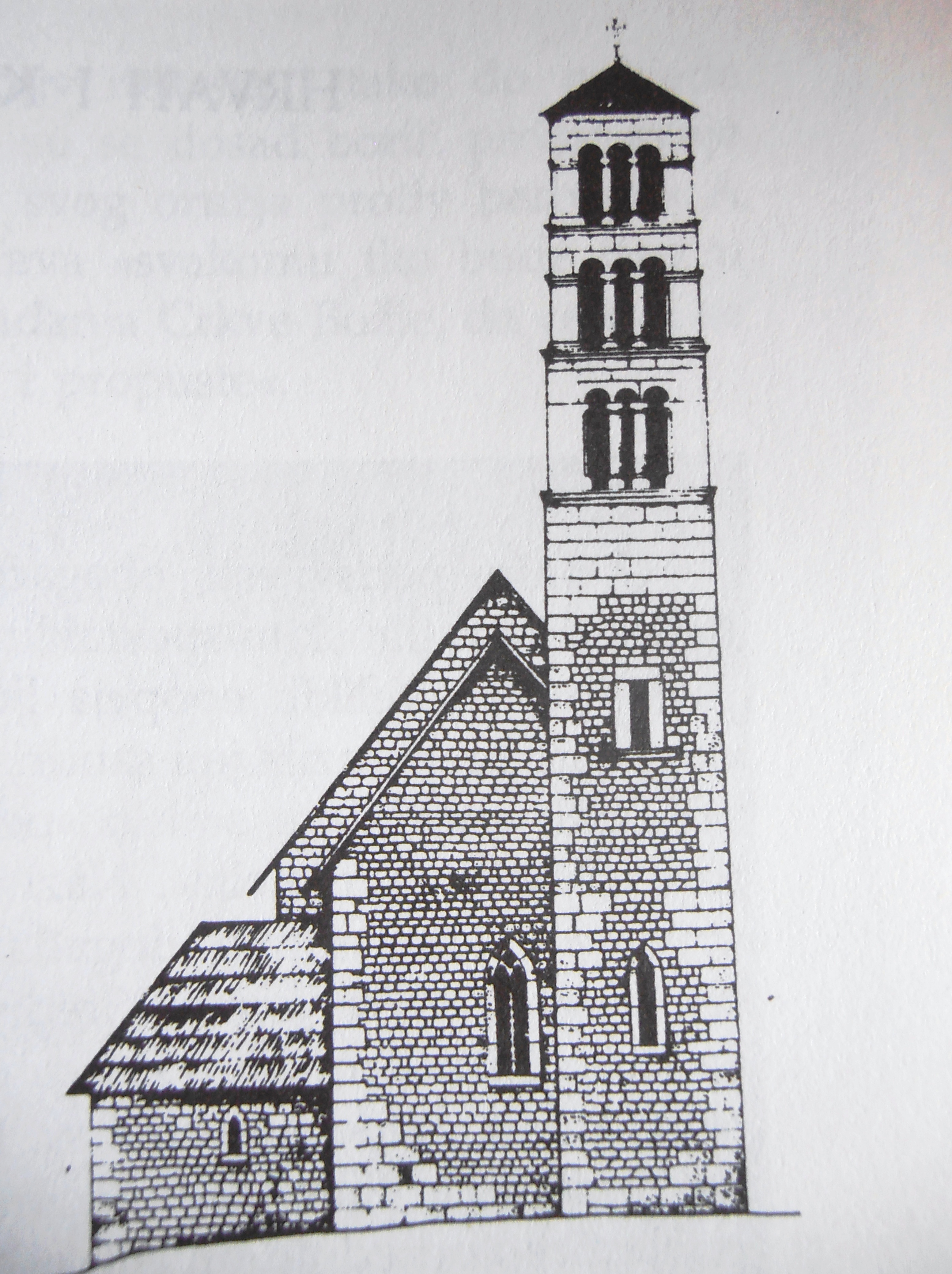
Chiesa di S. Maria e campanile di S. Luca a Jajce, XIV secolo

Il Ducato dell’Erzegovina, fu costituito nel 1448 durante la conquista ottomana del Regno di Bosnia, per iniziativa del conte dello Zahumlje Stjepan Vukčić Kosača, che se ne proclamò Herzeg (termine derivato da Herzog, ossia Duca in tedesco, e da cui trova origine il nome attribuito da allora alla regione). Resistette al dominio ottomano fino al 1482.

## La Bosnia-Erzegovina nell'era ottomana

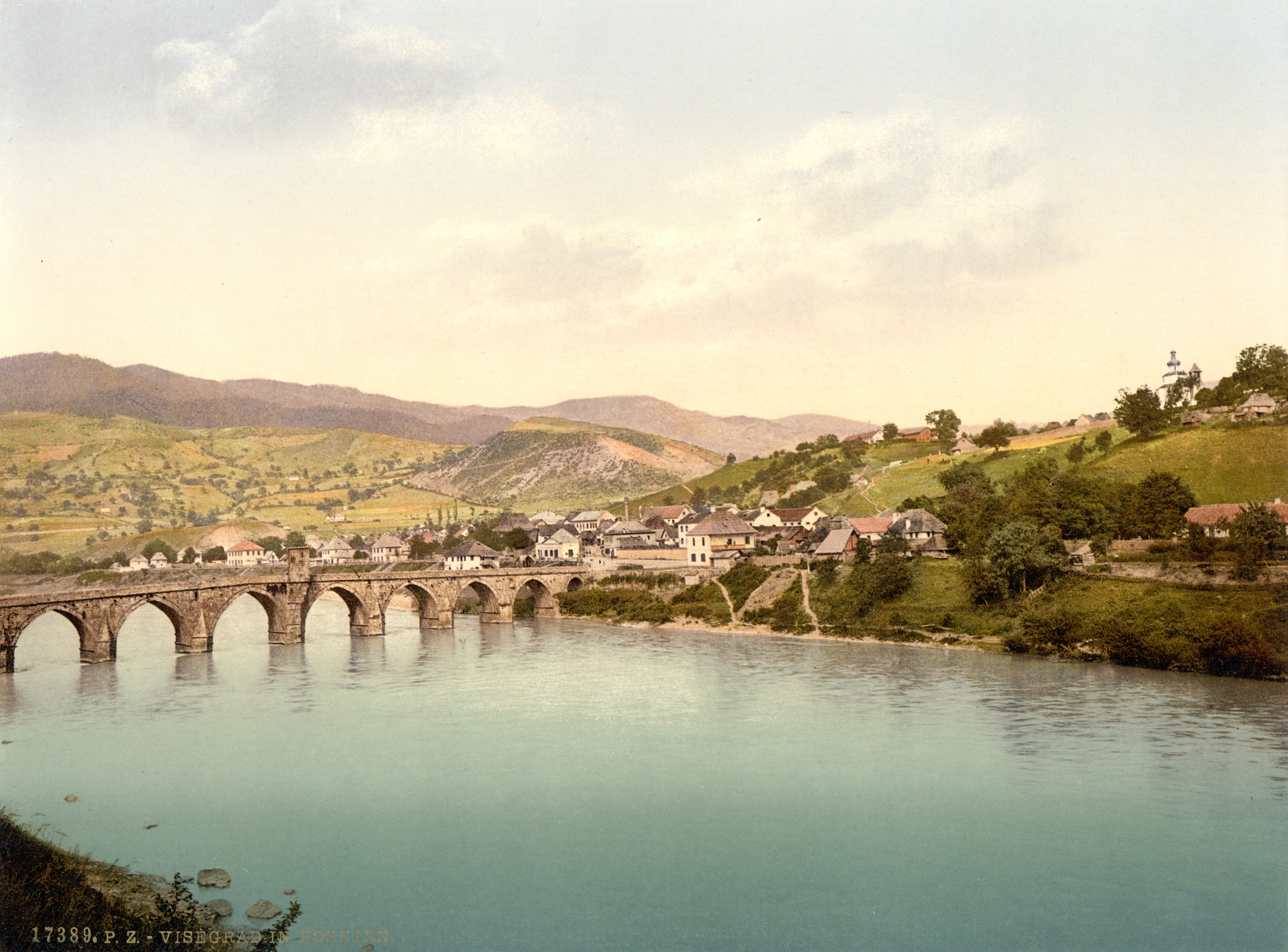
Il ponte di Višegrad, eretto sul fiume Drina

La conquista ottomana segnò una nuova era nella storia bosniaca introducendo cambiamenti radicali nel panorama politico e culturale della regione, che venne assorbita dall'Impero ottomano. 
Il dominio durò tre secoli e portò notevoli cambiamenti, tra cui l'emergere di una comunità musulmana che divenne maggioritaria anche per i benefici sociali, economici e politici, sebbene i cristiani e i cattolici fossero tutelati per decreto imperiale e gli ortodossi si sviluppassero soprattutto in Erzegovina.
Durante l'Impero ottomano, la Bosnia visse un periodo di pace relativa, e i principali centri urbani passarono dall'essere i castelli medievali della Bosnia centrale (Travnik, Jajce) alle città di mercato (Sarajevo, Mostar, Višegrad). La capitale bosniaca si sviluppò nel principale centro del paese, grazie ai lasciti dei successivi bey (tipicamente costituiti da: una moschea, una fontana, una biblioteca, un mercato coperto), come nel caso di Gazi-Husrev Beg. Vennero inoltre costruite la torre dell'orologio (Sahat Kula) e la moschea del sultano (Careva Džamija) a Sarajevo, il ponte vecchio (Stari Most) a Mostar, e il ponte di Višegrad al tempo di Mehmed-paša Sokolović.
Molti bosniaci divennero personaggi influenti nella vita culturale, sociale e politica dell'impero ottomano, che alla fine del XVII secolo iniziò comunque a vacillare. L'instabilità portò a rivolte, malcontenti e battaglie che si conclusero con il Congresso di Berlino e il conseguente Trattato di Berlino (1878).

### L'arrivo dei turchi
La presenza dei turchi ottomani si manifestò all'inizio con continue scorrerie ma dopo la caduta di Costantinopoli nel 1453, a opera di Maometto II, essi passarono alla sottomissione dei serbi nel 1459 e arrivarono nella Bosnia nel 1460. L'ultimo re di Bosnia Stefano Tomašević chiese aiuto, senza risposta, all'Ungheria e al Papa. Nel 1463 si arrese e fu decapitato. Il Regno di Bosnia venne così annesso dagli ottomani al proprio Eyalet di Rumelia; la parte centrale del Regno di Bosnia venne trasformata nel Sangiaccato di Bosnia, al quale dal 1483 venne aggiunto l'ex Ducato di Erzegovina. 
La data della formazione del vero e proprio Eyalet di Bosnia è fissata per convenzione al 1580.
In alcune zone la popolazione oppose resistenza: aree della Erzegovina, il banato di Srebrenik capitolò nel 1520; quello di Jajce nel 1528. I cristiani (specialmente cattolici) fuggirono sulla costa e da Senj a Klis, continuarono la lotta. Quelli della costa croata erano conosciuti come uscocchi, dal serbo-croato uskok (fuggiasco), e divennero noti come pericolosi pirati.
Quando arrivarono i turchi, i bogomili colsero l'occasione per riscattarsi dalle secolari persecuzioni sia da parte dei cristiani latini che degli ortodossi: 

### L'occupazione turca ottomana

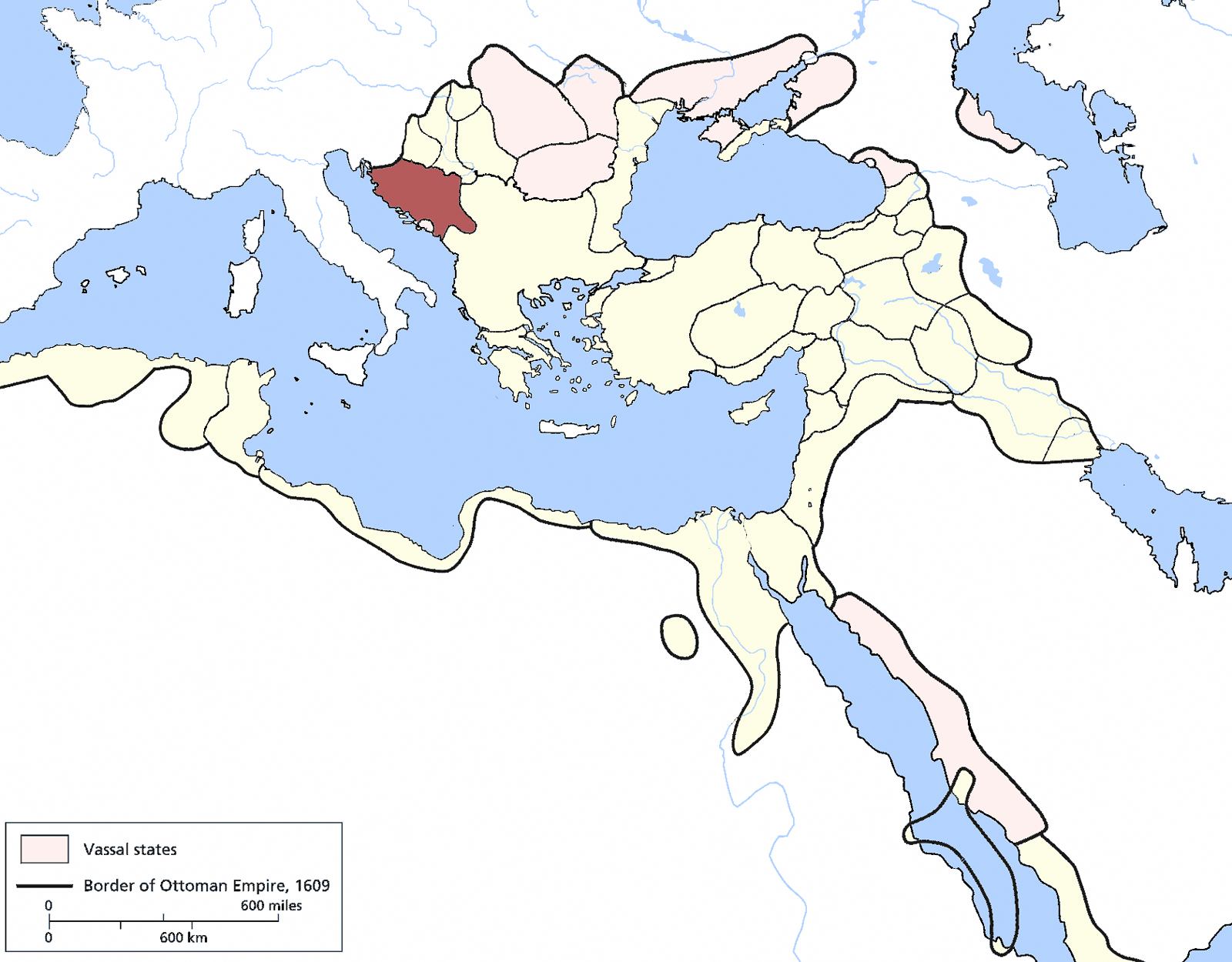
L'Eyalet di Bosnia nel 1609

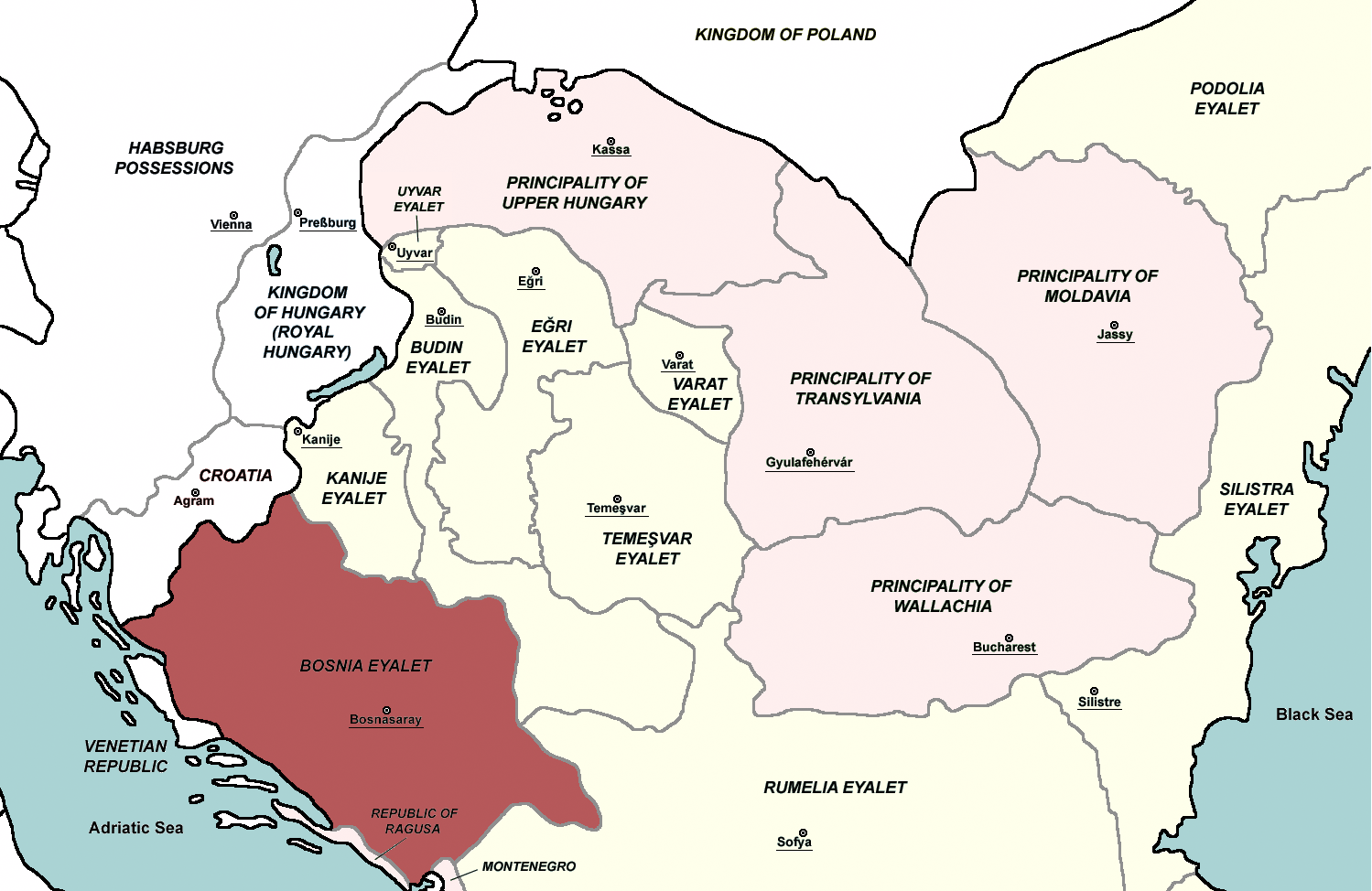
L'Eyalet di Bosnia nel 1683, all'apice del potere ottomano nei Balcani

La Bosnia fu sotto il controllo turco-ottomano dal 1463 al 1878, quando venne data in amministrazione all'Austria-Ungheria.
Il governatore turco era il valì. Spostò la residenza da Vrhbosna (Sarajevo) a Banja Luka e dopo a Travnik. Il Valì non interferiva con l'amministrazione locale. Lo Stato rimase una forma di repubblica aristocratica ora formalmente guidata da un musulmano invece che da un cristiano. Alcuni governatori furono anche bosniaci tanto che c'era un detto "bisogna essere figli di un rinnegato cristiano per arrivare alle cariche più alte dell'impero ottomano".
L'organizzazione statuale prevedeva che dopo il valì ci fossero dei nobili bogomili in "bey" o "begovi" bosniaci. Questi ultimi, pur parlando la lingua madre, imitavano nel vestire e nei titoli i costumi della corte di Istanbul ed erano più ottomani che gli ottomani stessi per fanatismo religioso. I nobili bey formavano la casta militare che si basava sui "kapetan" che dominavano con potere assoluto ogni singola delle 48 sezioni di territorio in cui era stata divisa la Bosnia. Il principale obbligo dei Kapetan locali era quello di fornire gli squadroni di cavalleria per le armate del sultano di Istanbul. Alcuni di loro raggiunsero ruoli di rilevanza nella gerarchia dell'impero.
Dopo la casta di nobili militari c'erano i contadini cristiani, i raya, il cui compito era quello di lavorare la terra, di pagare le tasse ai signori e l'obbligo di fornire una proporzione fissa di figli da far diventare "giannizzeri".
Secondo i turchi la condizione sociale dipendeva dalla religione; se il potere era esclusivamente dei musulmani, i cristiani erano lasciati liberi di organizzarsi come credevano.
Visto che i cristiani bosniaci del XV secolo erano ormai di orientamento ortodosso vennero aggregati sotto il controllo del patriarca ortodosso di Costantinopoli.
L'influenza cattolica nella Bosnia sotto il potere turco rimase solo come piccola testimonianza dei frati francescani perché Maometto II li aveva autorizzati, nel 1463, a predicare liberamente la loro religione.
L'occupazione ottomana condusse alla progressiva conversione della popolazione della Bosnia all'Islam. Ciò non avvenne, tuttavia, come riportato da varie fonti e accettato acriticamente anche da molti musulmani bosniaci odierni, per via della conversione in massa della popolazione seguace dell'eresia bogomila. Al contrario, la conversione fu lenta e graduale, e multidirezionale: i membri della Chiesa bosniaca si convertirono anche al cattolicesimo e all'ortodossia, mentre molti cattolici e ortodossi passarono all'Islam. Gli ortodossi in particolare aumentarono: il sultano li favoriva in quanto confessione cristiana più facilmente controllabile, attirando varie conversioni dal cattolicesimo. Le conversioni all'Islam furono comunque prevalenti, in quanto la religione musulmana rappresentava la classe dirigente e garantiva privilegi sociali. La comunità cattolica si ridusse. In ogni caso le pratiche quotidiane, i riti familiari e le consuetudini della popolazione bosniaca vennero modificati ben poco dal processo di conversione.

### La Bosnia durante le guerre austro-turche
Dal XV al XIX secolo i turchi furono in guerra con tutti gli Stati confinanti, in modo particolare con l'Ungheria. Le guerre ottomane in Europa continuarono attraverso questo periodo e il picco di ricchezza e fama della regione venne raggiunto nel 1683 quando la Bosnia venne direttamente coinvolta negli scontri contro il Sacro Romano Impero verso l'attacco a Vienna. Dopo che furono respinti da Vienna, i turchi bosniaci si dovettero difendere dalle avanzate dei cristiani; da questa data il potere ottomano in Bosnia iniziò a declinare.
La Bosnia fu coinvolta nella Guerra austro-turca, e gli eserciti dell'Austria invasero la Bosnia nel 1688, nel 1690, nel 1693 e nel 1697, quando ben quarantamila cristiani bosniaci emigrarono in Slavonia. La guerra portò ad un decadimento significativo per il territorio dell'Eyalet di Bosnia, e si concluse con la sconfitta ottomana nel 1699. Dopo il Trattato di Karlowitz nel 1699, la provincia venne divisa in quattro Sangiaccati (tre dei quali ad ogni modo diminuiti nella loro estensione) ed in dodici capitanati. Prima del Trattato di Passarowitz, vennero a formarsi altri 28 capitanati, più della metà dei quali dislocati lungo la frontiera con i domini asburgici. Nel 1703 la sede del pascià venne spostata da Sarajevo a Travnik dal momento che la prima città era stata distrutta da un rovinoso incendio scoppiato durante la guerra. Il pascià rimase nella nuova sede sino al 1850.
Nel 1715 iniziò la guerra tra Turchia e l'Austria (con la presenza di Eugenio di Savoia), alleata con la Repubblica di Venezia e si concluse nel 1718 con la Pace di Passarowitz. Il trattato di pace prevedeva altre acquisizioni austriache: il banato di Timosoara, una zona sud dei fiumi Sava e Danubio che comprendeva una parte nord della Bosnia e della Serbia.
Nel 1737 nuova guerra dell'Austria contro i turchi. La guerra fu vinta dall'impero ottomano e si concluse con il trattato di Belgrado del 1739.
Una nuova ed ultima guerra tra Austria e Turchia nei Balcani, chiamata "guerra di Dubica" (1788 -1791): la Bosnia e la Serbia furono rioccupate dagli eserciti austriaci ma furono restituite.

### Le rivolte dell'Ottocento
All'inizio del XIX secolo, la Bosnia era una delle ultime province occidentali dell'Impero ottomano e per questo anche una delle più autonome.
La società si era strutturata nei secoli da un lato con una aristocrazia musulmana e i proprietari terrieri su posizione fortemente conservatrice, più fanatici dei governanti di Istanbul, dall'altra i contadini cristiani, oppressi da pesanti obblighi ed imposte. Questi due schieramenti si scontreranno per tutto il XIX secolo.
I nobili musulmani, che erano della stessa etnia e lingua del popolo che opprimevano, arrivarono ad opporsi alla riforma tentata da Mahmud II (1808–1839), da loro definito il sultano “infedele” o "giaurro". Il loro malcontento esplose nella rivolta del 1821, contemporanea alle altre insurrezioni in Albania, Grecia e Moldavia.
Nel 1828 ci fu una seconda rivolta scoppiata durante la guerra russo-turca. Nel 1831, alla conclusione della guerra, i nobili bosniaci, guidati da Hussein Aga (il “drago della Bosnia”), arrivarono a predicare la guerra santa contro il sultano come traditore dell'Islam. Anche questa rivolta fu soffocata da Istanbul ma il potere dei nobili bosniaci rimase invariato.
Nel 1831, il kapudan bosniaco Husein Gradaščević occupò con i suoi uomini Travnik, richiedendo l'autonomia e la fine dei governatorati militari in Bosnia. Sfruttando le rivalità tra sostenitori dei bey e kapudani, il gran visir riuscì a ricondurre a sé le forze dell'Erzegovina guidate da Ali Agha Rizvanbegović presso Gradaščević. La rivolta venne duramente repressa e nel 1833 venne creato un nuovo Eyalet di Erzegovina derivato dalla parte meridionale dell'eyalet di Bosnia, ed assegnato in governo proprio a Ali Agha Rizvanbegović come contributo per la sua lotta contro i rivoluzionari bosniaci. Questa nuova entità, ad ogni modo, sopravvisse solo alcuni anni: dopo la morte di Rizvanbegovic, il territorio tornò nell'eyalet di Bosnia.
Nel 1837 il sultano abolì i "Kapetan" provocando un'altra rivolta che esplose quando nel 1839 venne promessa una certa uguaglianza di diritti e di tassazione per i cristiani. Il risultato fu la sospensione del potere centrale di Istanbul sulla Bosnia.
Solo nel 1850 Omer Pascià guidò un esercito ottomano con il quale distrusse l'aristocrazia musulmana della Bosnia. Per dare un segno della fine del potere dei nobili Omer Pascià trasferì la capitale da Travnik a Sarajevo, che era la loro città roccaforte.
Tuttavia, le riforme rimasero sulla carta e, nel 1858, i contadini cristiani si ribellarono contro la corruzione dei funzionari ed esattori turchi. Nel 1861-1862 si ribellarono i contadini della Erzegovina per gli stessi problemi, e masse di contadini bosniaci fuggirono verso le zone slave che erano sotto il controllo dell'Impero asburgico.
Dopo le riforme amministrative del 1864, il territorio divenne noto come Vilayet di Bosnia.

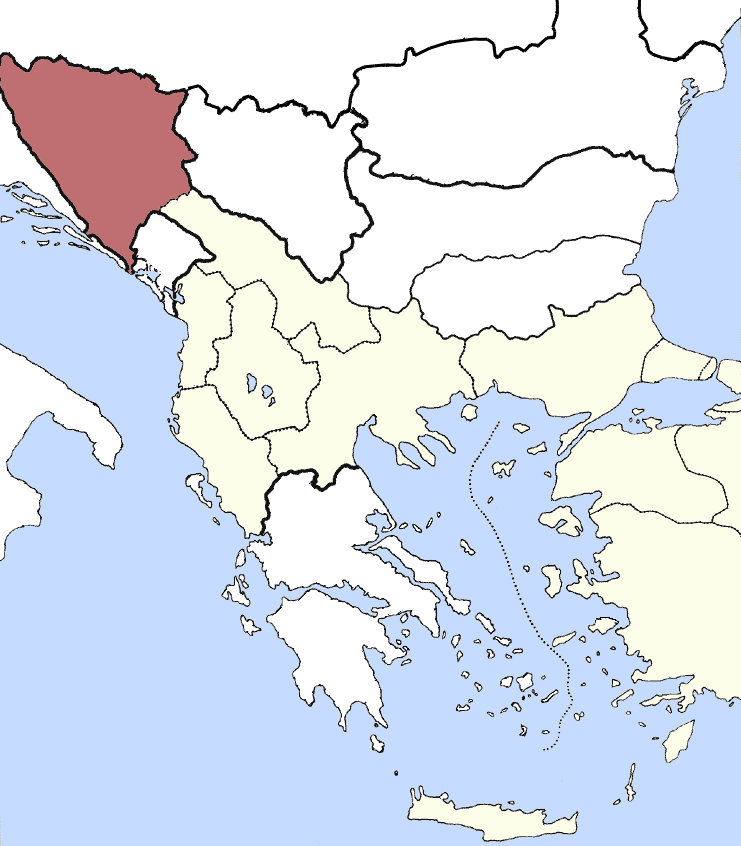
Mappa del Vilayet di Bosnia al termine dell'amministrazione ottomana

Nel 1874 ci fu cattivo raccolto e nel 1875, la città di Nevesinje accese la rivolta di tutta la Bosnia e dell'Erzegovina, spinta anche dai successi delle rivolte (1866-1869) analoghe in Serbia e a Creta.
A seguito delle rivolte, il conte Andrassy, ministro degli esteri dell'Impero d'Austria e Ungheria, mandò nel 1876 una nota al Sultano in difesa dei cristiani della Bosnia e della Erzegovina. Nello stesso periodo la Serbia e il Montenegro dichiararono guerra alla Turchia in contemporanea alla Bulgaria.
Nel 1877 entrò in guerra a fianco dei popoli di religione ortodossa anche la Russia che, ai primi del 1878, sconfisse gli eserciti ottomani: si concluse con il trattato di Santo Stefano (marzo 1878) che prevedeva riforme per la Bosnia.
Nel luglio 1878 il trattato venne sostituito dal trattato di Berlino che pose la Bosnia e l'Erzegovina sotto l'imperatore di Vienna e l'occupazione militare del sangiaccato di Novi Pazar in tre città: Priboj, Prijepolje e Plevlja.
La giustificazione austriaca dell'occupazione fu l'inettitudine del governo turco che non riusciva a controllare i continui tumulti ai suoi confini. Il governo austro-ungarico arrivò a far firmare un accordo tra rappresentanti turchi ed austriaci prevedendo che avrebbe restituito i territori dopo il ritorno dell'ordine.

## La Bosnia ed Erzegovina nel trentennio austroungarico

### L'amministrazione asburgica (1878-1908)

Bandiera della Bosnia durante l'amministrazione austroungarica

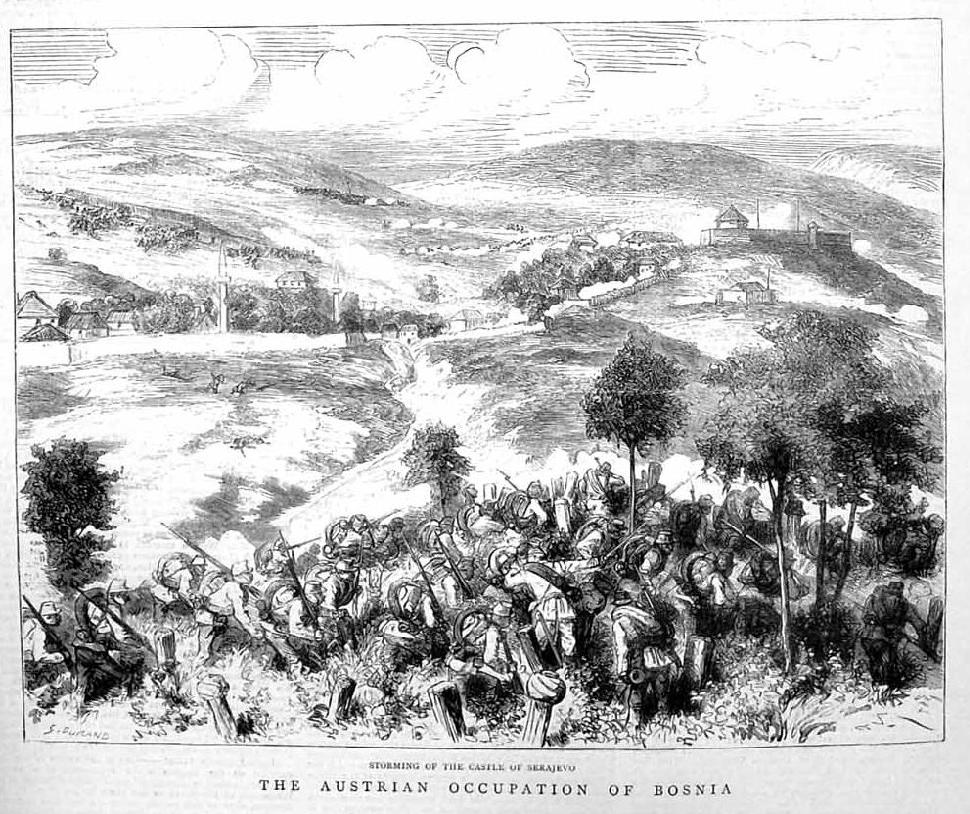
Le forze austro-ungariche occupano Sarajevo.

La Bosnia ed Erzegovina tra le terre della Corona d'Austria

La Bosnia-Erzegovina passò nel 1878 sotto amministrazione civile asburgica, e nel 1908 fu ufficialmente annessa all'impero austro-ungarico. Nel 1914, l'assassinio dell'erede al trono Francesco Ferdinando a Sarajevo costituì il casus belli per lo scoppio della prima guerra mondiale.
A seguito della Guerra russo-turca del 1877-78, tra il giugno ed il luglio del 1878 venne aperto dalle maggiori potenze mondiali il Congresso di Berlino. Il risultato del Trattato di Berlino fu il passaggio de facto della Bosnia e dell'Erzegovina all'Austria-Ungheria, mentre esse rimanevano a tutti gli effetti sotto la sovranità dell'Impero ottomano. L'Austria ricevette anche dei diritti circa l'occupazione della caserma del Sangiaccato di Novi Pazar.
L'esercito austro-ungarico iniziò ben presto i preparativi per assaltare la Bosnia e l'Erzegovina, comandando dalla fine di giugno del 1878 una forza di 82.113 uomini, 13.313 cavalli e 112 cannoni. L'occupazione della Bosnia e dell'Erzegovina iniziò il 29 luglio 1878 e terminò il 20 ottobre di quello stesso anno. Sarajevo venne occupata nell'ottobre del 1878. Le perdite austro-ungariche ammontarono a circa 5.000 uomini e l'inaspettata violenza della campagna portò a recriminazioni tra i comandanti ed i leader politici. La resistenza terminò dopo tre settimane dalla definitiva occupazione della capitale locale; tale opposizione era essenzialmente legata ai musulmani bosniaci i quali sotto l'Austria avrebbero perso i privilegi basati sull'appartenenza religiosa.
Le tensioni rimasero alte in diverse regioni (in particolare in Erzegovina) e diversi ex possidenti musulmani emigrarono verso le terre ancora sotto dominio ottomano.
Ad ogni modo, lo Stato raggiunse una relativa stabilità così da permettere all'Austria-Ungheria la possibilità di portare avanti alcune riforme sociali ed amministrative che prefigurarono la Bosnia e l'Erzegovina come una "colonia modello". Con la prospettiva di fondare una vera e propria provincia, gli Asburgo codificarono una serie di leggi nazionali, introdussero nuove pratiche politiche e generalmente provvidero alla modernizzazione dell'area.
Ciò allo scopo anche di cercare di limitare i sentimenti antiaustriaci e antiungheresi dei croati, e soprattutto l'insorgere di un nazionalismo degli Slavi del Sud.
Durante il dominio asburgico molte furono le riforme per superare il sistema ottomano, codificando un moderno sistema legislativo e politico e introducendo una modernizzazione generale. Vennero, inoltre, costruite nuove chiese cattoliche e ortodosse, a Sarajevo e nella Bosnia, per venire incontro alle necessità della popolazione locale.
Nel giro di tre anni, l'Austria-Ungheria ottenne il placet della Germania e della Russia per l'annessione della Bosnia ed Erzegovina, formalizzata il 18 giugno 1881 con il Dreikaiserbund, alleanza tra Guglielmo I di Germania, Francesco Giuseppe e Alessandro III di Russia.
Un sanguinoso colpo di Stato nel vicino Regno di Serbia, il 10 giugno 1903, instaurò a Belgrado un governo che si opponeva agli austriaco-ungheresi e propagava l'unione degli Slavi del Sud sotto la bandiera del medesimo Regno di Serbia. In Bosnia ed Erzegovina e in Croazia, che insieme alla Slovenia, in quel momento erano inglobate nell'Impero degli Asburgo, la rivolta di Belgrado suscitò poche reazioni, ottenendo soltanto il plauso delle minoranze ortodosse, sempre più serbizzate. L'imperatore di Vienna rimase fortemente preoccupato per l'andamento dei fatti. La situazione si complicò ulteriormente dopo una rivolta all'interno dell'Impero ottomano nel 1908, anche perché la Russia guardava con sempre crescente interesse verso le terre degli slavi del sud.

### La crisi del 1908 e l'annessione asburgica della Bosnia

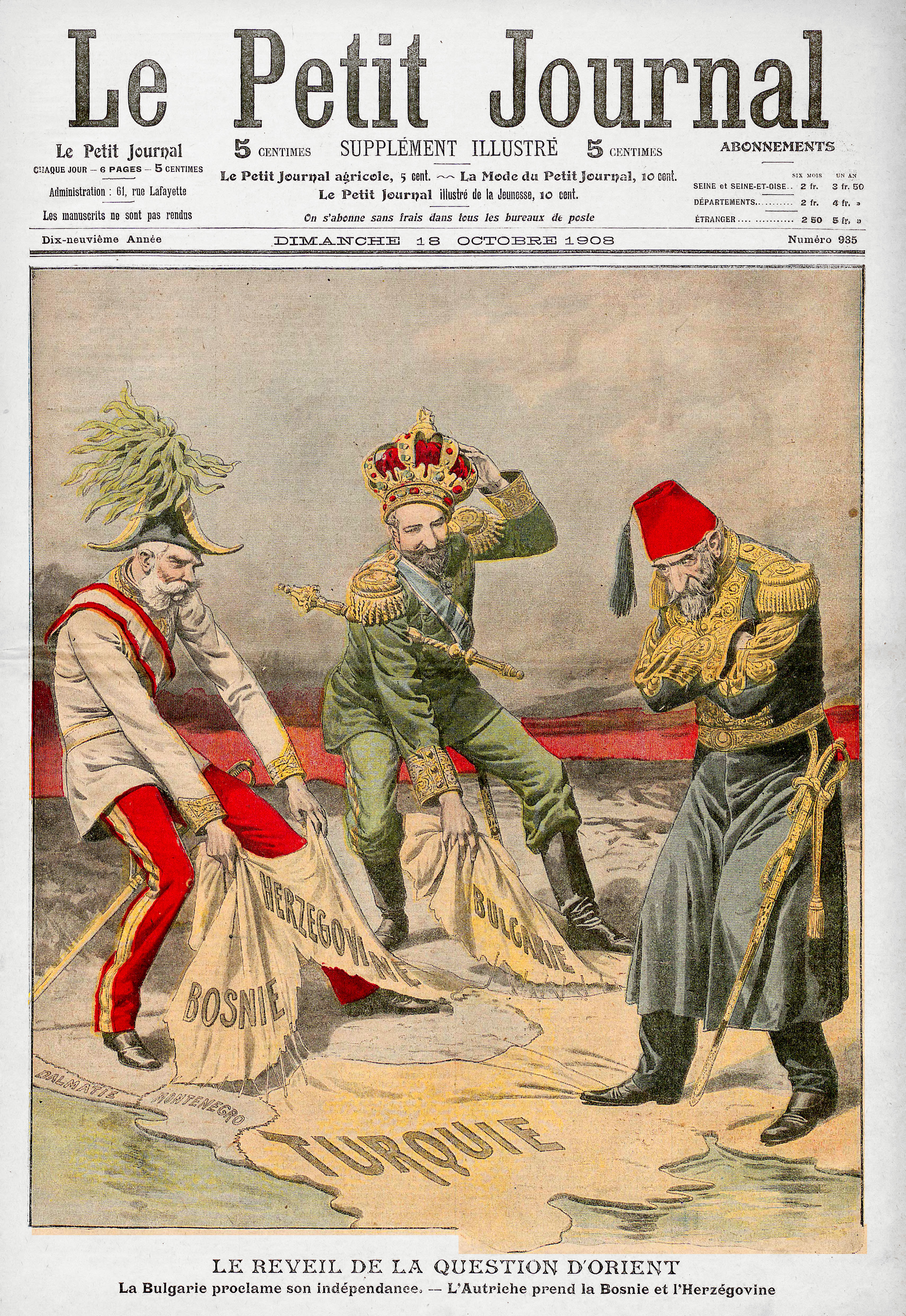
Illustrazione del giornale francese Le Petit Journal sulla crisi bosniaca: il principe Ferdinando viene nominato zar della Bulgaria indipendente, Francesco Giuseppe d'Austria-Ungheria annette la Bosnia e l'Erzegovina, mentre il sultano ottomano Abdul Hamid II resta a guardare impotente.

In una tale situazione internazionale, piuttosto complessa e delicata, il ministro russo Alexander Izvolsky si rivolse a Vienna il 2 luglio 1908 per chiedere il sostegno alla richiesta di accesso delle navi dello zar russo allo stretto dei Dardanelli verso il Mediterraneo, offrendo in cambio l'appoggio russo nella questione croata e slava in generale. Poco dopo, l'Austro-Ungheria il 6 ottobre 1908 proclamò l'annessione della Bosnia ed Erzegovina, scatenando reazioni contrastanti in Europa, conclusesi con l'annessione formale nel 1909.
Nella costituzione del 1910, l'imperatore proclamò che la Bosnia e l'Erzegovina dovessero essere gestite in un unico territorio che rimase un corpus separatum amministrato da Austria e da Ungheria. La costituzione mise però in campo altri punti come la Dieta di Bosnia, il Consiglio nazionale ed i consigli municipali. La Dieta di Bosnia disponeva di poteri legislativi estremamente limitati in quanto le prerogative principali in questo senso erano detenute dall'imperatore e dai parlamenti di Vienna e di Budapest. Essa aveva dunque il solo compito di proporre le decisioni da prendere per il paese per poi sottoporle agli altri parlamenti sovranazionali.
La costituzione del 1910 ebbe però il pregio di introdurre il concetto di libera cittadinanza nell'area e di preservare usi, costumi, libertà di lingua, libertà di apprendimento ed educazione della popolazione locale, inviolabilità del domicilio, ammissione di posta segreta e telegrafi, inviolabilità della proprietà privata, diritto di petizione e diritto di riunione.
Le autorità austro-ungariche mantennero sostanzialmente le divisioni interne della Bosnia e dell'Erzegovina che già erano state dell'Impero ottomano, cambiando solo i nomi ai diversi dipartimenti.
La Serbia fu scontenta dell'annessione, perché tale atto di Vienna scombussolò i suoi piani di espansione. Gli Slavi del sud inoltre, in Serbia e altrove, iniziarono a richiedere uno stato slavo meridionale (jugoslavismo). Le tensioni politiche tra Belgrado e Vienna culminarono il 28 giugno 1914, quando il giovane nazionalista Gavrilo Princip assassinò a Sarajevo l'erede al trono austro-ungarico Francesco Ferdinando d'Asburgo-Este, che si era dichiarato disposto a risolvere in maniera soddisfacente le richieste degli slavi dell'Impero. L'atto terroristico è considerato da molti la miccia della prima guerra mondiale.
L'Austria-Ungheria dichiarò guerra alla Serbia dopo aver visto rifiutate le proprie richieste di partecipare alla ricerca e alla cattura delle organizzazioni terroristiche. La Russia si schierò a fianco della Serbia, mentre la Germania si schierò a fianco dell'Austria: ne scaturì la Prima Guerra Mondiale. L'Italia fu svincolata dagli accordi stipulati nella Triplice Alleanza, poiché il trattato prevedeva una difesa comune soltanto in caso di difesa da un attacco esterno, o di consultazioni preventive nel caso di un'azione preventiva; l'Austria non consultò l'Italia prima di dichiarare guerra, che così fu sciolta dai vincoli.

## La Bosnia-Erzegovina nella prima Jugoslavia monarchica (1919-1941)
Alla fine della prima guerra mondiale, il 1º dicembre 1918, la Bosnia entrò a far parte dello Stato degli Sloveni, dei Croati e dei Serbi, rinominato poi Regno di Jugoslavia il 3 ottobre 1929, guidato dal re Alessandro I di Iugoslavia, assassinato il 9 ottobre 1934, cui succedette al trono Pietro II di Iugoslavia con un governo guidato da Paolo Karađorđević fino al colpo di Stato del 27 marzo 1941 e all'invasione da parte dell'Asse, il 6 aprile 1941. 

## La Bosnia-Erzegovina durante la seconda guerra mondiale (1941-1945)
Il più efferato crimine compiuto durante la seconda guerra mondiale nei Balcani fu la pulizia etnica nei confronti di migliaia di serbi ortodossi,  rom, ebrei e bosgnacchi musulmani, compiuta dal regime nazifascista di Ante Pavelić.
Dopo l'aggressione nazi-fascista del 1941 la Bosnia-Erzegovina fu annessa allo Stato Indipendente di Croazia, governata dal dittatore croato Ante Pavelić.
Tra il 1941 ed il 1943, in cui fece parte dello Stato Indipendente di Croazia di Ante Pavelić, la maggior parte della Bosnia fu occupata militarmente dal Regno d'Italia. La corona di Croazia venne offerta ad Aimone di Savoia-Aosta, con il nome di Tomislavo II, pur non avendovi questi mai messo piede. Nel frattempo i partigiani jugoslavi organizzarono un movimento di resistenza capitanato da Josip Broz Tito. Durante la seconda guerra mondiale gli scontri tra gli ùstascia di Pavelic e i partigiani di Tito furono sanguinosi e numerosi i crimini di guerra. La Bosnia soffrì una spaventosa guerra civile - nel 1942, 1943 e 1944 - con centinaia di migliaia di morti, specialmente tra i serbi e tra gli antifascisti musulmani e croati.

## La Bosnia nella Jugoslavia socialista (1945-1992)

Stemma della Repubblica Socialista di Bosnia ed Erzegovina

La Bosnia ed Erzegovina fu riconosciuta già dal 1943 (secondo congresso AVNOJ a Jajce) come repubblica costituente della neonata federazione jugoslava mantenendo i propri confini storici. Il 31 gennaio 1946 venne redatta una nuova Costituzione che includeva la Bosnia e l'Erzegovina all'interno della Repubblica Socialista Federale di Jugoslavia, un regime di ispirazione comunista e socialista orbitante intorno all'URSS, prima che la Lega dei Comunisti di Jugoslavia fosse espulsa nel 1948 dal Comintern stalinista.
La storia della Bosnia fino alla morte di Tito, alla successiva lenta disgregazione del regime comunista jugoslavo, alla caduta del Muro di Berlino e alla fine della Guerra fredda, coincide con quella della Jugoslavia.
Abitata da serbi, croati e musulmani - questi ultimi riconosciuti come gruppo nazionale - la Bosnia ed Erzegovina costituì un vero e proprio laboratorio della convivenza fra popoli jugoslavi, fondamentale per la stabilità dello Stato. Poté quindi contare sull'attenzione del Partito, che ne favorì lo sviluppo e l'industrializzazione; le Olimpiadi invernali del 1984 rappresentarono l'apice della storia della regione bosniaca durante il periodo socialista e diedero una visibilità internazionale a Sarajevo e alla Bosnia ed Erzegovina.
Nel corso degli anni Ottanta le tensioni etniche - apparentemente sopite - furono rinfocolate, complice anche la destabilizzazione generale all'interno dell'intera Jugoslavia. Con lo scioglimento della Lega dei Comunisti di Jugoslavia nel gennaio del 1990 e la transizione al sistema pluripartitico si affermarono i movimenti d'ispirazione nazionalista che portarono - nell'arco di un breve lasso di tempo - allo scoppio di una guerra che portò allo smembramento della Jugoslavia.

## L'indipendenza e la guerra (1992-1995)
| Bosniaci musulmani  | 44% |
| Serbi               | 31% |
| Croati              | 17% |
| "Jugoslavi" o altro | 8%  |

Stemma della Repubblica di Bosnia ed Erzegovina, 1992–1997

In seguito ad un periodo di instabilità politica, sociale ed economica, la Jugoslavia venne scossa dall'emergere di movimenti nazionalisti, che il dirigente della Lega dei Comunisti di Serbia Slobodan Milošević seppe manovrare facendo leva sull'idea della Grande Serbia.
Sovvertendo lo stato di diritto, che all'epoca era già piuttosto instabile, utilizzando le frange violente delle tifoserie da stadio organizzate in milizie paramilitari, l'Esercito regolare della Jugoslavia socialista (l'Esercito Popolare Jugoslavo, JNA) e i dirigenti serbi dell'Alleanza Socialista di Jugoslavia (comunisti jugoslavi), Milosevic in Bosnia ed Erzegovina usò la tattica già sperimentata in precedenza in Croazia. In tale contesto, sostenne lo psichiatra e poeta Radovan Karadžić, criminale di guerra arrestato dopo lunga latitanza e attualmente sotto processo al TPIY, il Tribunale ONU a L'Aia, e il lungamente latitante (16 anni di latitanza conclusasi con l'arresto il 26 maggio 2011) Ratko Mladić, anch'egli accusato di crimini di guerra e di genocidio. Nel frattempo, Milošević nel giugno 1991 promosse prima la guerra in Slovenia (conclusasi dopo pochi giorni con il ritiro serbo-jugoslavo) e poi la guerra in Croazia, cercando di fare in tutti i modi e in tutti i sensi "terra bruciata", come pure fu denominata l'operazione.
Mentre la guerra infuriava in Croazia dopo la disintegrazione della Jugoslavia di Tito, la Bosnia ed Erzegovina, formata da tre diverse etnie (Bosniaci, Serbi e Croati) era in una situazione di pace momentanea e instabile. Nel settembre del 1991 l'Armata Popolare Jugoslava (JNA) distrusse un piccolo villaggio all'interno del territorio bosniaco, Ravno, abitato da Croati, nel corso dell'operazioni militari d'assedio di Ragusa, città sulla costa dalmata in Croazia. Il 19 settembre l'JNA spostò alcune truppe nei pressi della città di Mostar, provocando le proteste delle autorità locali. I Croati dell'Erzegovina formarono la "Comunità Croata di Erzeg-Bosnia" (Hrvatska Zajednica Herceg-Bosna), embrione della futura Repubblica dell'Erzeg-Bosnia, allo scopo di proteggere i loro interessi nazionali. Tuttavia, almeno fino al marzo del 1992, non vi furono episodi di scontro frontale tra le diverse nazionalità, che si stavano però preparando al conflitto, ormai imminente.
Il 25 gennaio 1992 il Parlamento, nonostante la ferma opposizione dei Serbo-bosniaci, decise di organizzare un referendum sull'indipendenza della Repubblica. Il 29 febbraio e il 1º marzo si tenne dunque nel territorio della Bosnia ed Erzegovina il referendum sulla secessione dalla Jugoslavia. Il 64% dei cittadini si espresse a favore. I Serbi boicottarono però le urne e bloccarono con barricate Sarajevo. Il Presidente della Repubblica, il musulmano Alija Izetbegović, chiese l'intervento dell'esercito, affinché garantisse un regolare svolgimento delle votazioni e la cessazione delle tensioni etniche. Il partito che maggiormente rappresentava i Serbi di Bosnia, il Partito Democratico Serbo di Radovan Karadžić, fece sapere però subito che i suoi uomini si sarebbero opposti in qualsiasi modo all'indipendenza.
Quando la Bosnia ed Erzegovina, in seguito al referendum sull'indipendenza dalla Federazione jugoslava creata da Tito (la consultazione popolare si svolse in conformità alla Costituzione jugoslava dell'epoca), il 3 marzo 1992 proclamò la propria indipendenza, la guerra si abbatté con inaudita furia su Sarajevo e sulle altre parti del Paese. Cominciò l'assedio di Sarajevo e un'estenuante lotta per la sopravvivenza della popolazione inerme.
Subito dopo il referendum l'JNA iniziò a schierare le sue truppe nel territorio della Repubblica, occupando tutti i maggiori punti strategici (aprile 1992). Tutti i gruppi etnici si organizzarono in formazioni militari ufficiali: i Croati costituirono il Consiglio di difesa croato (Hrvatsko Vijeće Obrane, HVO), i Bosgnacchi l'"Armata della Repubblica di Bosnia ed Erzegovina" (Armija Bosne i Hercegovine, Armija BiH), i Serbi l'Esercito della Repubblica Srpska (Vojska Republike Srpske, VRS). Erano inoltre presenti numerosi gruppi paramilitari: fra i Serbi le "Aquile Bianche" (Beli Orlovi), fra i Bosgnacchi la "Lega Patriottica" (Patriotska Liga) e i "Berretti Verdi" (Zelene Beretke), fra i Croati le "Forze Croate di Difesa" (Hrvatske Obrambene Snage).
La guerra che ne derivò fu la più complessa, caotica e sanguinosa guerra in Europa dalla fine della seconda guerra mondiale. Vennero firmati dalle diverse parti in causa diversi accordi di cessate il fuoco, inizialmente accettati, per essere stracciati solo poco tempo dopo. Le Nazioni Unite tentarono più volte di far cessare le ostilità, con la stesura di piani di pace che si rivelarono fallimentari (piani falliti di Carrington-Cutileiro, settembre 1991, Vance-Owen, gennaio 1993, Owen-Stoltenberg, agosto 1993).
Inizialmente i Bosniaci e i Croati combatterono da alleati contro i Serbi, i quali erano dotati di armi più pesanti e controllavano gran parte del territorio rurale, con l'eccezione delle grandi città di Sarajevo e Mostar.
Nel 1993, dopo il fallimento del piano Vance-Owen, che prevedeva la divisione del Paese in tre parti etnicamente pure, scoppiò un conflitto armato tra Bosniaci musulmani e Croati sulla spartizione virtuale del territorio nazionale.
Mostar, già precedentemente danneggiata dai Serbi, fu costretta alla resa dalle forze croato-bosniache. Il centro storico fu deliberatamente bombardato dai Croati, che distrussero il vecchio ponte Stari Most il 9 novembre 1993.
Il bilancio della guerra fu spaventoso: la capitale del Paese, Sarajevo, fu assediata dalle truppe serbo-bosniache per 43 mesi. Ciascuno dei tre gruppi nazionali si rese protagonista di crimini di guerra e di operazioni di pulizia etnica.
Il Centro di ricerca e documentazione di Sarajevo ha diffuso le cifre documentate (ma non definitive) sui morti della guerra in Bosnia ed Erzegovina: 93.837 accertati (fino al dicembre 2005), di cui 63.687 Bosgnacchi (67,87%), 24.216 Serbi (25,8%), 5.057 Croati (5,39%) e 877 dichiaratisi Jugoslavi al censimento del 1991 o stranieri (0,93%).
Dopo quattro anni di assedio della capitale, dopo il Massacro di Srebrenica e gli errori commessi in quella circostanza e in altre occasioni da parte dell'UNPROFOR, la forza di protezione ONU, la Comunità Internazionale decise di intervenire militarmente in modo concreto, ponendo così fine ad uno dei più atroci conflitti europei del Novecento e imponendo al contempo i contestatissimi Accordi di Dayton.

## La Bosnia ed Erzegovina del dopoguerra

Stemma della Bosnia ed Erzegovina

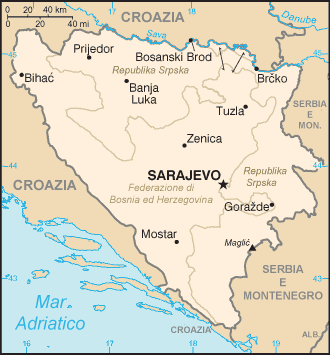
L'attuale Bosnia ed Erzegovina

La guerra si concluse con la firma degli accordi stipulati a Dayton (Ohio), tra il 1º novembre e il 26 novembre 1995. Parteciparono ai colloqui di pace tutti i maggiori rappresentanti politici della regione: Slobodan Milošević, presidente della Serbia e rappresentante degli interessi dei Serbo-bosniaci (Karadžić era assente), il presidente della Croazia Franjo Tuđman e il presidente della Bosnia ed Erzegovina Alija Izetbegović, accompagnato dal ministro degli esteri bosniaco Muhamed "Mo" Sacirbey.
L'accordo (formalizzato a Parigi, 14 dicembre 1995) sanciva l'intangibilità delle frontiere, uguali ai confini fra le repubbliche federate della RSFJ, e prevedeva la creazione di due entità interne allo stato di Bosnia Erzegovina: la Federazione Croato-Musulmana (51% del territorio nazionale, 92 municipalità) e la Repubblica Serba (RS, 49% del territorio e 63 municipalità). Le due entità create sono dotate di poteri autonomi in vasti settori, ma sono inserite in una cornice statale unitaria. Alla Presidenza collegiale del Paese (che ricalca il modello della vecchia Jugoslavia del dopo Tito) siedono un serbo, un croato e un musulmano, che a turno, ogni otto mesi, si alternano nella carica di presidente (primus inter pares).
Particolarmente complessa la struttura legislativa. Ciascuna entità è dotata di un parlamento locale: la Repubblica Serba di un'assemblea legislativa unicamerale, mentre la Federazione Croato-Musulmana di un organo bicamerale. A livello statale vengono invece eletti ogni quattro anni gli esponenti della camera dei rappresentanti del parlamento, formata da 42 deputati, 28 eletti nella Federazione e 14 nella RS; infine della camera dei popoli fanno parte 5 serbi, 5 croati e 5 musulmani.
Alla fine delle guerre balcaniche la Bosnia ed Erzegovina è stata posta sotto tutela internazionale, divisa in unità amministrative e ha richiesto di essere riconosciuta nel processo di allargamento. Essendo stata la regione jugoslava più colpita dalla guerra, attualmente il processo è in fase di discussione, mentre la comunità internazionale lavora per ristabilire un sistema giudiziario, politico, amministrativo ed economico nella nazione, combattere la corruzione e la criminalità, ristabilire un sistema economico sano e conforme al mercato europeo.
La riforma costituzionale del sistema di Dayton è stata all'ordine del giorno per tutto lo scorso decennio, senza esito. La Bosnia vi è arrivata più vicino nel 2006, con le riforme del "pacchetto di aprile" (Aprilski Paket), che tuttavia sono state battute per due voti in Parlamento. Successivi incontri nel 2009 (processo di Prud) e 2012 non hanno avuto esito. A partire dal 2006, inoltre, con l'arrivo al potere nella Republika Srpska del partito SNSD di Milorad Dodik, ha avuto avvio una relazione più conflittuale tra il livello statale e il livello sub-statale, con ripetute minacce secessioniste da parte della RS.
Nel dicembre 2007 la Bosnia ed Erzegovina ha sottoscritto con l'Unione europea l'accordo di Stabilizzazione e Associazione, primo passo per l'integrazione europea. Nell'aprile 2008 il Parlamento bosniaco ha adottato la riforma della polizia, condizione che da tempo l'Unione europea ha posto alla Bosnia ed Erzegovina per firmare l'accordo di pre-adesione. L'accordo di Stabilizzazione e Associazione è stato firmato il 16 giugno 2008.
A seguito del fallimento nel 2014 della riforma costituzionale per allineare la Costituzione bosniaca alla Convenzione europea sui diritti dell'uomo, per quanto riguarda l'elettorato passivo delle minoranze alla Presidenza e alla Camera alta (caso Sejdic-Finci), l'UE ha modificato la propria condizionalità, indicando l'adozione di una agenda di riforme socioeconomiche come condizione per l'entrata in vigore dell'Accordo di Stabilizzazione e Associazione.. Tale accordo è quindi entrato in vigore il 1º giugno 2015.
A fine 2010 sono stati inoltre rimossi i requisiti di visto Schengen per i cittadini bosniaci.